# .hack//G.U. (ゲーム)
.hack//G.U.（ドットハックジーユー）はバンダイナムコグループのメディアミックスプロジェクト.hack//G.U.によるPlayStation 2用ゲームのシリーズである。プロジェクトとしての『.hack//G.U.』については『.hack』を参照。

## 概要
2006年（平成18年）5月より発売。販売元はバンダイナムコゲームス（バンダイレーベル）。テレビアニメ『.hack//Roots』は本作のプレストーリーとなっており、本作の主人公ハセヲがゲームを開始したばかりの頃を描いている。
第1期シリーズの後に起こった大変革によって新たな時代を迎えたネットゲーム『The World』を舞台とする仮想オンラインRPGの第2シリーズ。『Vol.1 再誕』『Vol.2 君想フ声』『Vol.3 歩くような速さで』の全三部作で、それぞれの作品はセーブデータのコンバートおよびVol.1付属の『ターミナルディスク』でリンクしている。
なおディレクターの松山洋がインタビューでも答えていたことによれば、アニメ最終回は9月27日放送（ただしサッカー放送で1週延びているため、最終回は25話と26話の2本立てで1時間枠であった）であり、これはわざと狙った物で、続く28日に発売される『Vol.2君思フ声』に対してあるペテン、サプライズを仕掛けていると言う。松山はこれに対し「洋死ね」レベルの中傷メールが来るかもしれないと語っている。
HDリマスター版『.hack//G.U. Last Recode』がPlayStation 4で2017年11月1日に、Steamで同年11月4日に発売され、2022年3月10日にはNintendo Switch版が発売された。vol.1 - vol.3とターミナルディスクを一つにまとめ、更に新規シナリオとなる『Vol.4 あるいは世界を紡ぐ蛇たちの見る夢』が新たに収録され、初回限定版では『.hack//G.U. Returner』のBlu-ray版、Vol .3からVol .4の間に起こった出来事を描いたドラマCD『.hack//G.U. Innocent Cell 』と小説『.hack//G.U. RAGTIME 』が同梱している。また、作中のムービーの音声をギャグ調に差し替えた「パロディーモード」が新たに収録された（前作『.hack』と違ってムービー集形式）。
なお、タイトルのG.U.にはGrow Up（成長）を始めとして、Vol.1付属の『ターミナルディスク』では以下の12個の意味づけがされている。
- Graceless Unison “「神」に見離された調和”
- Geek's Utopia “ハッカーたちの楽園”
- Guilty Universe “罪深い世界”
- Genesis of Ultima “究極の創世記”
- Guardian Ubiquitos “遍在を守護するもの”
- Gateway to Utopia “理想郷への門”
- Gathering of the Unwilling “不本意な収集物”
- Genetics of the Unknown “それは未知数の遺伝学”
- Genocide of the Unfaithful “不誠実の集団虐殺”
- Generation of Unity “美しき統一の世代”
- Guide to an Uprising “動乱への導き手”
- Gate of Uroboros “無限の扉”

## あらすじ

### Vol.1 再誕
第二次ネットワーククライシス「Pluto Again」から数年後。世界最大のMMORPG「The World」（R:1）は様々な事情によりサービスを終了し、後継作「The World R:2」に移行した。しかし「R:1」からの引き継ぎが不可能であったことと、解禁されたPK（プレイヤーキル）行為の横行により、多くの古参プレイヤーが引退。規模は減少したもののそれでも総プレイヤー数は1200万人を超え、新規プレイヤーの参入によってゲームの気質は大きく変化していた。
西暦2017年。黒い錬装士・ハセヲは初めて「The World」にログインする。勝手が分からないハセヲに話しかけたのは、アスタとIyotenと名乗る2人のPCであった。ハセヲは2人からゲームの基本についてレクチャーを受けるが、2人の正体は初心者狩りを専門とするPKであり、ハセヲも例外ではなくPKの洗礼を受けることとなる。PKされたハセヲを救ったのはオーヴァンと名乗るPCであった。彼は倒れ臥すハセヲに手を差し伸べて告げた。「Welcome to "The World"」と。
それから数か月後、ハセヲの雰囲気は一変していた。謎めいた魅力を持つオーヴァンに興味を持ち、彼の運営するギルド「黄昏の旅団」に所属し、同じギルドのメンバーである志乃やタビーらと行動を共にしていたハセヲだが、突如としてオーヴァンは失踪し、志乃は何者かにPKされた事でリアルでも意識不明に陥ってしまった。ハセヲはその原因と目されるPK「三爪痕（トライエッジ）」を追ってPKを繰り返すPKK（PKキラー）として、“死の恐怖”の異名で呼ばれるようになっていた。突然戻って来たオーヴァンに、「志乃がPKされたグリーマ・レーヴ大聖堂に三爪痕が戻ってくる」と聞かされたハセヲは、先に現地に向かい三爪痕と対峙する。しかしPKKで高め続けたその強さも三爪痕には全く通用せず、データドレインを受けてPCデータまでもが初期化されてしまった（この期間の詳細は『.hack//Roots』も参照）。
突然の出来事に混乱したままマク・アヌを歩いていたハセヲは、聖堂に現れなかったオーヴァンの姿を見かける。問いただすべく後を追うが見失い、初心者支援ギルド「カナード」のシラバスとガスパーと出会う。レベル1のハセヲを「初心者」と誤解した2人に強引に促されて初心者向けエリアに向かうハセヲであったが、最奥で以前PKしたボルドーと偶然出会い窮地に陥る。突如現れたパイと名乗る女性PCの機転で事なきを得るが、パイは去り際にハセヲに「そのPCは危険な力を秘めている」と告げる。
意味が分からないままタウンに戻ったハセヲの前に、ギルド「月の樹」のアトリが現れる。アトリは以前初めて会った時からハセヲに月の樹の理念をしつこく説き、しかもそのPCは志乃と同タイプという事でハセヲは余計に苛立ちを募らせていた。それでも相容れない価値観を抱くハセヲを説得する事を諦めないアトリに強引に誘われて一緒にフィールドへ赴く。アトリが聞いたという不思議な音を追って巨大樹と湖のある不思議な場所にたどり着き、青い髪の美しい青年PCを見かける。その後を追おうとするハセヲとアトリを見慣れない謎のモンスターが襲い、クーンと名乗るPCによって救助される。クーンは「憑神（アバター）」と呼ばれる力を使い、その力がハセヲのPCにも秘められていると語る。
ハセヲはクーンに連れられてギルド「レイヴン」の@HOMEの奥「知識の蛇」を訪れ、マスターの八咫と対面する。「レイヴン」とは表向きの名であり、その真の姿は、システム管理者が意識不明の被害者「未帰還者」の情報を集める為の組織「G.U.」であった。彼によると、ハセヲやクーン、パイは憑神の力を宿した「碑文使い」であると言う。憑神の使い方を教えることを条件に、八咫から謎のバグ現象AIDAの調査の依頼を承諾する。
クーンやパイの協力を得ても憑神を発現できず苛立つハセヲだったが、一方でシラバス達と行動を共にしたり、姉の朔と共に1つのPCを使用している少年・望との出会いなどで徐々に変化も生まれていた。そんな中、ハセヲは訪れたアリーナで青い髪の美しい青年PCを見つけた。アリーナ紅魔宮の宮皇であるその青年の名はエンデュランス。彼はアリーナでの戦いで、憑神を使って圧勝してみせた。その後エンデュランスと偶然遭遇したハセヲはエンデュランスの「君には力がない」の言葉に怒り、宣戦を布告する。
エンデュランスと戦うためにアリーナに挑戦することを決意したハセヲは、シラバスの協力を得てエンデュランスへの挑戦権を賭けたトーナメントへの出場を決めた。あと1人メンバーが、出来れば呪療士が必要で、それとなくアトリを誘おうとしたものの、何も知らず綺麗事を語るアトリに遂にハセヲの感情は爆発し、怒鳴りつけて追い払ってしまった。やむなくBBSでメンバーを募って志願者の元へ向かったが、それはエンデュランスに偏愛を向ける朔の罠であり、待ち受けていたのはボルドーだった。窮地に陥るハセヲだったが、姉の企みに気付いた望がアトリに助けを求めた事で、現れた月の樹の榊達に救われる。そして考えを改めたアトリをメンバーに加え、改めてトーナメントへ出場する事になる。
しかし予選を勝ち進んだのも束の間、カナードのギルドショップがボルドー達の嫌がらせを受け、落ち込んだガスパーを慰める為にシラバスは一時離脱してしまう。ハセヲはクーンと共にギルド「ケストレル」の本部へ向かい、嫌がらせをやめる代わりにボルドーとはトーナメントで決着を付ける約束を取り付ける。1回戦の相手がボルドーだったのだ。その後、勝手にハセヲの師匠を決め付けた大火の助言によりジョブエクステンドを経て2ndフォームへと姿を変える。それでもシラバス抜きの2人ではボルドーに対して苦戦するが、ハセヲは遂に自らの憑神スケィスを発現する。一般PC相手に憑神の力を使ったハセヲに対してその危険性を説いて叱責するクーンだったが、己の力に酔いしれるハセヲは聞く耳を持たなかった。
開眼したハセヲに憑神の戦い方を教えるべくパイは共にエリアに向かい、AIDAと戦いつつハセヲは憑神を使いこなしていく。しかし奥にいたPCがAIDAに狙われたため、咄嗟に庇ったパイはAIDAに寄生されて憑神タルヴォスを暴走させてしまう。ハセヲはスケィスを発現させてタルヴォスと戦い、AIDAを駆除してパイを助け出した。その後、ハセヲとパイは月の樹の本部へと招待される。あの時助けたPCが月の樹のギルドマスター・欅だったのだ。以後、ハセヲは欅に興味を持たれるようになり、またパイもAIDAの一件からハセヲへの態度を軟化させるのだった。
何はともあれ、トーナメントは月の樹の松が相手の2回戦を勝ち抜き、3回戦にてエンデュランスの前の宮皇・揺光と戦う。ハセヲは憑神を使わずに勝つとエンデュランスに宣言するが、揺光の前に苦戦してつい憑神を使ってしまう。この行為を危惧したクーンは、ハセヲの決勝戦の相手であった。
クーンは憑神の怖さを教えるために憑神メイガスを具現化し、ハセヲのスケィスと真っ向から対抗する。しかしその戦闘の最中スケィスが制御不能に陥り、メイガスを圧倒した上でデータドレインしてしまう。データドレインは即ちデータの改竄、憑神と繋がりの強い碑文使い自身にも多大な損傷を与えてしまうと絶望するが、クーンはメイガスの能力「増殖」により損害データを補完して無事であった。安堵と同時に憑神の怖さを認識したハセヲは心機一転エンデュランスへ挑戦、エンデュランスの憑神マハを圧倒して宮皇となる。
ハセヲの戴冠式の優勝祝賀会場において、ハセヲはアトリがいないことに気付く。会場の片隅で見つけたアトリは、オーヴァンからハセヲがアトリを気にかけるのはPCモデルが志乃と同じだからだと聞かされていた。ショックを隠せないアトリはハセヲの前から姿を消し、ハセヲに認められるために独自に三爪痕を追い始めた。同時にハセヲは八咫からアトリが碑文使いである事を知らされる。アトリを追ったハセヲはロストグラウンドで見慣れない三角形の傷跡を発見し、その中に吸い込まれる。そこにアトリはいた。だが彼女を説得するハセヲの前に突如として三爪痕が現れ、思わぬ仇敵にハセヲは再び戦いを挑む。追い詰められた三爪痕は憑神にも似た「蒼炎の守護神」へと変異する。ハセヲはスケィスでこれを撃破するが、未帰還者達を救う方法も分からないまま三爪痕は消滅した。直後、アトリの背後にAIDAの影が現れる。
AIDAは黒い無数の手になりアトリの体に突き刺さる。ハセヲは必死にアトリを抱える。

### .hack//G.U. Vol.2 君想フ声
AIDAに襲われたアトリだったが、クーンがメイガスの「増殖」を使ったことで何とか未帰還者になる事は防げた。しかし碑文（モルガナ因子）を奪われた影響か、アトリのPCは崩壊を始め、音声の不調にグラフィックの欠損を起こす。そして異変はアトリだけではなかった。
現在「The World」にログインしているプレイヤー全員の意識が「The World」のゲーム内へと取り込まれていたのだ。意識がリアルの肉体から離れ、PC自体と一体化し、ログアウトもできない。あまりの異常自体にプレイヤー達がパニックに陥る中、G.U.はここがAIDAが「The World」のサーバーを模して作った一種のミラーサーバーだと判断し、ハセヲ達は月の樹の協力を得てAIDAの捜索と駆除に乗り出す。しかし再会したオーヴァンから八咫は解決方法を既に知っている事と、敢えてそれを実行せずAIDAの実験にプレイヤー達を利用していると知らされる。問い詰められた八咫は平然と「確証が持てなかったから黙っていた」と返すだけだった。その態度に苛立ちながらもハセヲ達は「The World」のシステムを管理するオペレーションフォルダを目指す。ここが本物のサーバーを模しているならオペレーションフォルダも存在するはず。そしてそこを操作すれば全プレイヤーを強制的に元のサーバーに転送できるはずだと。
オペレーションフォルダに到達したハセヲ達は待ち受けていたAIDAを倒し、プレイヤー達の転送を開始する。通常サーバーへと転送されていく中、ハセヲの前に再びAIDAが現れるが、謎の「羽男」と「裸男」に倒される。彼らの背後に聳える棺桶の中には、倒したはずの三爪痕がいた。
AIDAサーバーからの脱出に成功したが、あの出来事の間、現実では僅か数分しか時が流れていなかった。当然、巻き込まれたプレイヤー達は騒ぎ立てるもあまりに非現実的な証言から当事者以外は誰も信じず、たちの悪いデマとして早々に片付けられてしまう。また、アトリのPCの崩壊こそ止まったものの、グラフィックの欠損とリアルにおける腕の麻痺は治らなかった。クーンはプレイヤーの安全を優先し、AIDAのことを全て公表してサーバーを封鎖するべきだと訴えるが、八咫にはそれでは解決しないと一蹴される。公表した所でAIDAサーバーのパニックが現実に広がるだけで、未帰還者を救う手立てのある「The World」にもアクセスできなくなり、そしてAIDAの興味は外の世界へと向いてしまうだろうと。ハセヲも三爪痕がまだ健在である事から、志乃救出のためにもサーバー封鎖はするべきではないと賛同。彼らの態度に業を煮やしたクーンはG.U.を飛び出していく。
協力するとは言ったが八咫の態度は気に入らない。志乃とアトリを救う手立ても無い。苛立つハセヲにオーヴァンが接触を図ってくる。彼は八相の碑文全てを集める事で「真実」が明らかになると告げ、相変わらず腹の底を見せないまま去って行く。今、ハセヲが手にしている碑文は自分のものを含めて4つ。残りのうち1つはアトリの碑文で、所在の分からないものは3つ。ハセヲはオーヴァンへの不信感を募らせながらも、真実を知るべく碑文を全て揃える事を決意する。
θサーバーに移動したハセヲは、アリーナ碧聖宮の宮皇である天狼の様子がおかしく、揺光が彼と揉めている場面を目撃する。天狼がAIDAに感染している疑惑が上がった事で、そのAIDAこそがアトリの碑文を奪った元凶の可能性があると睨んだハセヲは改めて揺光と接触。しかし逆に揺光に協力を頼まれ、天狼の異変の原因を探るべく、彼と戦うタイトルマッチを目指して碧聖宮トーナメントへの参加を決意。同じ頃、ハセヲの過去を知ったアトリは今まで自分の都合を押し付けていた事を謝り、自身もトーナメントへの参加を申し出てきた。揺光、アトリとチームを組み、更にシラバスとガスパーの協力で3rdフォームへのエクステンドを果たしたハセヲはトーナメントを順調に勝ち進んでいく。
しかし決勝を前に怪しいメールに呼び出された揺光は謎の刺客にPKされ、駆け付けたハセヲの腕の中でロスト。リアルの揺光のプレイヤーも未帰還者になってしまう。悲しみに暮れるハセヲだったが、揺光の最後の言葉に従い、彼女の代わりにエンデュランスを仲間に加えるべく行動する。そしてロストグラウンドにて心を閉ざしたエンデュランスを発見するも、彼に心酔する朔が立ち塞がる。実は碑文使いだった朔はAIDAに寄生されており、憑神ゴレを開眼させてしまう。ハセヲはゴレを撃退し、朔に寄生していたAIDAを駆除した。ハセヲはエンデュランスの説得を試みるも、心の拠り所を失った彼は聞く耳を持たない。ハセヲは彼を激しく叱責し、最後に「俺にはお前が必要だ」と告げて去っていく。
決勝戦の相手はAIDAに寄生されたボルドーであり、彼女こそが揺光をPKした犯人であった。怒りに震えるハセヲだったが、AIDAの力を得たボルドーの前に追い詰められていく。窮地に陥ったハセヲを救ったのは、自分を必要としてくれたハセヲの剣となるべく再起したエンデュランスだった。逆転したハセヲはボルドーに寄生していたAIDAを駆除。エンデュランスと朔望を新たに仲間に加え、残る碑文を全て集める決意を新たにする。
その後のタイトルマッチにて、エンデュランスに加え、アトリの意志を汲み取って戻ってきたクーンと共に天狼と対決する。天狼のチームメンバーは三爪痕の仲間と思しき羽男と裸男だった。ハセヲは天狼を正気に戻すべく全力でぶつかり、遂にそのAIDAを引き摺り出す。それこそがアトリの碑文を奪ったAIDAだった。ハセヲによってAIDAは倒され、天狼は正気に戻り、アトリも碑文が戻った事で腕の痺れが回復した。しかし天狼側に居た2人はその後ろに現れた全く同じ姿の羽男と裸男に倒されて消滅する。今まで戦っていたのはAIDAがアトリの碑文「惑乱の蜃気楼」で生み出した偽物だった。三爪痕の仲間がAIDAと敵対しているなら、三爪痕はAIDAではないのか？ハセヲの混乱は深まる。一方、正気に戻った天狼は自分の行動が切っ掛けで揺光が未帰還者になった事を知って深く後悔するのだった。
無事に回復したアトリだが、月の樹の仕事として榊に呼び出されたため、ハセヲの戴冠式は欠席すると言う。戴冠式で仲間や他のPC達と一時の休息を過ごしていたハセヲの前に月の樹の楓が現れ、榊が欅を裏切ってクーデターを起こしたと訴える。ただのギルドの内部抗争かと返すハセヲだが、欅をPKしたのはAIDAに感染したアトリだった。
アトリの碑文を吸収したAIDAが活性化し、月の樹本部をAIDAサーバーに変えてしまったのだ。直ちにG.U.は月の樹本部の奪還作戦を開始し、ハセヲはエンデュランス、クーンと共にサインハッキングで月の樹本部に侵入。立ち塞がる松、柊、槐を退けて最深部に到達する。
榊はアトリの碑文と彼女自身のトラウマを利用し、AIDAの力を増大させていた。AIDAと碑文によってネットの全てを掌握しようとしていたのである。そして遂にアトリは憑神イニスを開眼させてしまうが、ハセヲはスケィスで立ち向かい、壮絶な激突と対話の末にイニスを沈静化させてAIDAを駆除する。それによって月の樹本部は正常化し、PKされたPC達も無事に復帰してきた。アトリは自分の所業に気付いて取り乱すも、ハセヲの言葉と欅達が無事だった事実に落ち着きを取り戻す。程なく楢の正体であった八咫によって榊の逃走先は判明し、ハセヲはパイ、そして榊と向き合うことを決意したアトリを連れてそのエリアに向かう。
追い詰められた榊は自らAIDAに感染し、禍々しい姿となってハセヲ達に襲いかかるも敗北し、谷底に消えていく。するとその場にオーヴァンが現れ「これがお前が欲した真実だ」と言って腕のギプスを外した。その下には三本の爪のような触手が生えた禍々しいAIDAの腕があった。オーヴァンこそが本当の三爪痕だったのだ。あまりの真実に呆然とするハセヲを嘲笑うようにパイとアトリはPKされてしまう。絶望するハセヲを残し、オーヴァンは消えた。
幸い、アトリとパイのプレイヤーは意識を取り戻した。ハセヲはオーヴァンと決着を付けるべく、彼の待つ背面都市マグニ・フィへと向かう。志乃をPKしたのも、榊にAIDAを与えて嗾けたのもオーヴァンだった。怒りと悲しみをぶつけるように、ハセヲはオーヴァンに戦いを挑んだ。戦いの中、実は碑文使いだったオーヴァンは自身の憑神コルベニクを発現させる。ハセヲは死闘の末、オーヴァンを倒した。追い求めていた仇を打ち倒したハセヲ。しかし未帰還者を救う手立ては何も分からず終いだった。そしてオーヴァンの真の意図も…。
後日、ハセヲはアトリに呼び出され、グリーマ・レーヴ大聖堂へ向かった。短い間に色々なことが起こり過ぎたため、一度ゆっくり話がしたいのだと言う。だが、アトリはハセヲの背後のなにかに気付いて言葉を失った。ハセヲが振り向くと、そこには倒したはずのオーヴァンがいた。
「もっと強くなれ。俺を斃せるほどに」

### .hack//G.U. Vol.3 歩くような速さで
三爪痕の正体、志乃の仇はオーヴァンだった。あまりの事実に驚愕したハセヲだったが、その奥に隠された真実を突き止めるべくオーヴァンから逃げない決意を新たにする。同時に、シラバスやガスパーの姿から、もう一連の出来事は自分達だけではなく「The World」のプレイヤー全体の問題だと改めて実感するのだった。
しかしその矢先、知識の蛇がAIDAと融合した榊によって乗っ取られ、八咫も追放されてしまう。榊はAIDAなどの機密情報や、自身がAIDAを操れる事をネタにCC社上層部を抱き込んでしまったのだ。G.U.の主導権を握ったと豪語する榊だったが、当然ハセヲ達は従う訳もなく去っていく。だがそれは、「The World」に居る限り常に榊に監視される事を意味していた。
ひとまずCC社内の情報収集をパイに任せ、シラバス達と過ごしながら報告を待つハセヲだったが、やがてアリーナ竜賢宮の宮皇・太白による「PKトーナメント」の開催が宣言される。同時にルートタウンにおいてもPK行為が解禁されるという前代未聞の事態に、「The World」は無法地帯と化していく。天狼に呼び出されて太白の試合を見たハセヲは、彼の愛剣「マクスウェル」がAIDAに感染し、太白自身をも汚染している事を知った。そしてそれを仕組んだ榊は、ハセヲ達にPKトーナメントに参加しなければAIDA種子を「The World」にばらまくという脅しをかけてきた。明らかに罠だが、ハセヲはプレイヤー達の居場所を守る為に戦うことを決意。クーンと、完全に憑神に開眼したアトリを加えてPKトーナメントへ参加する。しかし何故かエンデュランスは協力を拒み、去っていく。朔もそれについて行ってしまった。
「The World」全体がAIDAサーバー化しつつある影響かPKトーナメントには血気盛んなPKばかりではなく、仲間であるはずの大火や松までもが参加を表明していた。そしてかつてハセヲをPKしたアスタとIyotenの姿も。やがて始まったPKトーナメントだが、トーナメントとは名ばかりのハセヲ達の処刑場であった。AIDAサーバー化したアリーナにて出場者も観客も狂気に染まる中、襲い来るPK達をハセヲ達は難無く撃退して2回戦にコマを進める。しかし、太白を救うべく参加していた天狼はAIDAに感染した改造PCチーム「ヘテロ三人衆」に敗北して未帰還者になってしまった。
2回戦の相手はアスタとIyotenだった。あれからも初心者狩りを続けていた二人にハセヲは激怒し、打ち負かす。彼らに対して負の感情を爆発させて憑神の暴走を招くことが榊の思惑だったが、ハセヲはもう「死の恐怖」ではなく、それを跳ね除けられるほどに成長していた。3回戦は大火との戦い。正々堂々戦い、勝利するハセヲだったが、榊によって紅魔宮で憑神を使って勝利した時の映像が暴露され、ハセヲは卑怯者のチーターとして観客達の悪意の目に晒されてしまう。そのまま参加資格も剥奪されて処断されそうになったが、不正な力に自身が負ける訳が無いと豪語する太白によって失格は取り消される。そしてその横にはエンデュランスと朔望もいた。
一転してチート使いの汚名を着せられ、エンデュランスと朔望の裏切りも受けたハセヲ。続く決勝戦はヘテロ三人衆との戦いだが、彼らも榊の傀儡にされて苦しんでいた。大火の言葉で迷いを振り切ったハセヲは卑怯者の誹りも関係無く躊躇わず憑神を使い、AIDAを駆除する。
タイトルマッチではAIDAの剣を使いこなす太白を相手に、クーンとの連携で剣を破壊する。飛び出したAIDAをハセヲ自身の意志力で撥ね退けるが、憔悴した所を榊に狙われてしまう。その寸前、榊を貫いたのはエンディランスの剣だった。彼は最初から榊を討つ隙を伺っていたのだ。逆に窮地に追い込まれた榊はAIDAに身も心も委ねる。ハセヲはアトリ、クーン、エンデュランスの力を受け取って立ち上がり、遂に榊を倒した。だが榊もオーヴァンに利用され、暴走していた道化に過ぎなかった。
榊が消えたことでCC社内では責任の擦り付け合いが始まり、その隙にパイは知識の蛇を取り戻した。八咫はリアルで保護されたものの、プライドをズタズタに傷つけられたショックで殻に閉じこもっていた。やがて八咫は密かにオーヴァンの元へ向かい、彼への憎悪と嫉妬から憑神フィドヘルに開眼、暴走してしまう。彼が最後の碑文使いだったのだ。パイと共に八咫の元へ向かったハセヲはフィドヘルを沈静化し、「運命の預言者」たるフィドヘルは不気味な予言を残して八咫へと戻った。パイに叱責されて八咫はひとまず冷静さを取り戻し、G.U.に復帰した事でフィドヘルの予言の解析を始める。その間、望はAIDAを纏う少女PC「アイナ」と友達になっていた。彼女と共に消えた望を追ってハセヲ達は認知外領域に向かうが、望は保護したもののアイナの行方も正体も分からず終いだった。
フィドヘルの予言がオーヴァンを指示している事に気付いたG.U.の面々だが、そこにオーヴァン自身から連絡が入り、指定したエリアへ来るように言う。オーヴァンと最後の決着を付けるべく、ハセヲは6人の碑文使いと共に指定のエリアから「The World」のブラックボックス「創造主の部屋」へと進入する。そこにはオーヴァンと、あの少女「アイナ」がいた。襲い来るオーヴァンにハセヲは全力でぶつかる。再び発現したコルベニク2ndも下し、遂にハセヲは勝った。そしてそれこそがオーヴァンの望みだった。
アイナはオーヴァンの妹で、離れて暮らしているが故に兄妹が会えるのは「The World」だけだった。そしてここは二人の秘密の場所だった。しかし突如現れたAIDA「Triedge<トライエッジ>」により、二人の幸せな時間は破壊される。Triedge<トライエッジ>からアイナを庇ったオーヴァンは寄生され、その手でアイナを未帰還者にしてしまった。それ以来、オーヴァンはアイナを救うために「黄昏の旅団」を結成し、ハセヲを育てた。しかし志乃をPKした事で立ち止まれなくなり、自身の全てを捧げ、多くの者を巻き込み、犠牲にしてきた。ハセヲに全ての碑文を喰らわせること。その完全となった「死の恐怖」をキーに自身の碑文の力「再誕」（＝The Worldの初期化プログラム）を発動させること。それによってAIDAを全て消し去ろうとしたのだ。凄まじい爆発が巻き起こり、爆心地にいたハセヲのPCは破損。碑文使いが故に、リアルの精神も深刻なダメージを受けた。
自身の精神の中でハセヲは「The World」に刻んできた想いを振り返る。そこに白いハセヲの姿をした何者かが現れ、煽りの言葉で精神に揺さぶりをかけるも、「関わってきた全てに関わりぬく」と決意したハセヲははっきりと意志を貫いた。それを聞いた彼は「俺はもうお前には必要ないな」と去ろうとしたがハセヲは引き止め、「お前は俺だ」と言って彼…スケィスを受け入れた。碑文と精神の繋がりを取り戻したハセヲは目覚める。目覚めた時、ハセヲのPCは見たこともない姿に変わっていた。実はハッカーであった欅によって改造され、仕様外の「Xthフォーム」へと進化していたのだ。
再誕の爆発の後、ハセヲ達は欅が中心となるネットスラム「タルタルガ」に保護されていた。ネットスラムとは何なのか、欅が何者なのか、オーヴァンがどうなったのか、疑問は尽きないがひとまず戦いは終わった。再誕の影響により現実世界は「第三次ネットワーククライシス」と呼ばれるほどの大混乱に陥っていたが、それと引き換えにAIDAは全て駆逐され、未帰還者も徐々に回復してきているという。だが志乃はまだ戻ってきていない。欅は「危機の火種はまだ消えていない」と語り、フィドヘルの予言にも不可解な部分が残っている。まだ全てが終わった訳ではない事をハセヲ達の誰もが予感していた。
八咫に呼び出されてモーリー・バロウ城砦に向かったハセヲは、崖の底に禍々しい異形が映し出される様を目撃する。それは7年前の戦いで猛威を振るった怪物・反存在クビアだった。7年前のそれは「黄昏の腕輪の影」であったが、今そこに見えたクビアは再誕という大き過ぎる力の反動によって生まれた「碑文使いの影」であった。このまま増長を続ければ、今の混乱など比較にならない危機が現実世界を襲うという。そして八咫は、自身も「ドットハッカーズ」の一員として7年前の戦いに参加していた事を明かす。再び現れたクビアを前に奮起した八咫を正式に仲間に加え、ハセヲも最後までこの「世界」を守り抜く決意を固める。
丁度その頃、意識を取り戻したアイナから連絡があった。彼女と対面するハセヲだったが、アイナはオーヴァンが昏睡状態に陥ったことを告げ、ハセヲを罵る。更にオーヴァンはCC社の情報操作で、再誕のみならずAIDA騒動やネットワークトラブルの全ての罪を被せるスケープゴートにされていた。アイナは全てを兄に押し付けたCC社への怒り、兄のいない「世界」への絶望から自暴自棄になるも、望の叱責によって頭を冷やし、反省するのだった。
クビアの活性化により、「The World」のみならずネットワーク全体に膨大な負荷が掛かり始めた。真のネットワーククライシスが迫っている。ハセヲはこの世界の神である究極AI・Auraの意思を仰ぐべく八咫、アイナと共にグリーマ・レーヴ大聖堂へ向かう。そこでアイナがオーヴァンから預かった「黄昏の碑文」の原文と、全ての碑文を得て成長したハセヲの力でAuraを呼び覚まそうとする。しかしそこへ、以前は三爪痕と呼んでいた蒼い炎を纏う双剣士「カイト」が仲間の羽男「バルムンク」と裸男「オルカ」と共に現れる。彼ら「三蒼騎士」はかつての戦いの英雄を模してAuraが生み出した自律AIであった。三蒼騎士はハセヲに戦いを挑んできたが、アイナに舞い降りたAuraの言葉で剣を収める。しかしAuraは「世界」を救う道を示してはくれなかった。
クビアの活性化により、「The World」が汚染されていく。ハセヲ達は知識の蛇を放棄し、一般PCも全て連れてネットスラムに退避する。このままではネットの崩壊も時間の問題であり、現実でもネットワークの消滅による未曾有の惨事が迫っていた。絶望的な状況の中、ハセヲは諦めず戦う意志を訴える。欅はハセヲの言葉をメールで流し、一般PC達にも決起を促した。クビア本体を補足するまで、その走狗たるクビアゴモラの群れと戦う戦力が必要なのだ。やがて共に戦うべく大勢のPCが駆け付けた。分かりあった者達は勿論、かつて敵対していた者達、そして復帰した未帰還者。多くの仲間達の支えを受け、ハセヲ達碑文使いはクビア本体との最後の決戦に挑む。
遂にクビア本体と対峙した碑文使い達は全ての碑文の力をスケィスに集中し、クビアに戦いを挑んだ。激闘の末、クビアに大きな打撃を与えるも撃破には至らない。ハセヲ達は内部からコアを破壊するべくクビアの体内に飛び込み、中心部にて「クビアコア」との真の最終決戦が始まった。やがて追い詰められたクビアコアは自爆によってネットワークを道連れにしようと目論む。対抗するには碑文の対消滅を狙うしかないが、こちらはオーヴァンが欠けている。それでも一か八かコアに特攻を仕掛けるハセヲ。しかしやはり力が足りずハセヲは光に包まれていく。そこに現れたのはAuraに導かれたオーヴァンの意識だった。彼の加勢を受け、ハセヲは「The World」に刻んできた想いのすべてを込めた一撃をクビアコアに叩き込む。コアは完全に破壊され、遂にクビアは消滅した。しかし役目を終えたオーヴァンもまた、ハセヲの目の前で消えて行った。
クビアの消滅によって真の第三次ネットワーククライシスは回避された。未帰還者達も目覚め、「The World」を巡る事件は終わったのだ。オーヴァンが再びハセヲの前に現れることは無かったが、パイが辞職前に内部告発したことでCC社が彼に全ての罪を着せようとしていた事実が明るみになり、少なくともAIDAの元凶という汚名は晴らされた。ハセヲの元に志乃からのメールが届く。彼女の待つグリーマ・レーヴ大聖堂へ向かったハセヲは遂に志乃との再会を果たした。そこにアトリも現れた。志乃が呼んだらしいが、ハセヲと志乃の二人を前に身を引くように走り去っていく。何も言えなかったハセヲだが、志乃の「素直になりなさい」という言葉を受け、駆け出していく。
エリアを出ようとしたアトリがふと振り返ると、来るはずが無いと思っていたハセヲが追いかけて来た。その姿に、アトリは驚きながらも笑顔で応えるのだった。

### .hack//G.U. Vol.4 あるいは世界を紡ぐ蛇たちの見る夢
あの戦いからしばらくして、ハセヲは「The World」を一時引退した。ネットワークの彼方に消え、リアルでは未だ昏睡状態にあるオーヴァンの精神を探すために。CC社を辞めてNABに入ったパイこと佐伯令子の元で約1年にも渡って調査を続けていたが、遂にオーヴァンの居場所を知らせるメールが届く。しかし「The World R:2」は度重なるトラブルにより2018年12月31日でサービス終了を決定していたのだ。果たせなかった最後の約束、サービス終了までにオーヴァンを捜し出すため、ハセヲは再び「The World」にログインするのだった。
新たに発見されたロストグラウンド「クア・ホルム大空洞」にて氷に包まれたオーヴァンを発見する。ハセヲは氷に攻撃を仕掛けるも、以前のような力の無いハセヲでは破る事はできなかった。八相を全て喰らったスケィスは、それだけで反存在を生みかねないほどに強大になり過ぎており、欅によって碑文の全てを封印されていたのだ。一旦タウンに戻ると、アトリやシラバスを筆頭にかつての仲間達が志乃に呼ばれて集まっていた。彼らの協力を得て、改めてオーヴァンを救い出すべく行動を開始するハセヲの前に1人の不思議なPCが現れる。
その名は「クサビラ」。彼女は一般PCは知らないはずのクア・ホルム大空洞の事やオーヴァンの事を知っていた。そして自分を欅の妹と名乗り、ネットスラムを襲撃した謎の怪物・陰なる災厄ベガルタに飲み込まれた欅の救出を依頼する。碑文を取り戻す為にも欅の協力が必要なハセヲは、クサビラの案内でベガルタの元へ行く。しかし、仕様外の存在であるベガルタは倒す事ができず、逃げられてしまう。ハセヲは欅が辛うじて残した言葉に従ってネットスラムに向かい、ブリッジの端末でデータサーチを始める。しかし解析には数日を要するという。焦るハセヲの前にパイが現れ、解析の手助けをしてくれた。
ハセヲがNABで重ねた調査も役立ち、解析はすぐに終わった。ベガルタの正体は、AIDA、再誕、クビアと言った現象の数々で疲弊し、制御できなくなった「The World」のシステムが生み出した歪みであった。言うなれば「滅び逝く世界に刃向い、それでも生きようと足掻く存在」だと言う。しかし今やそれが「The World」の崩壊を加速させていた。正体が歪みなら、歪みを正せば弱体化するはずだと、パイは「The World」の歪みを修正するMODプログラムをハセヲに渡す。
ベガルタに再び戦いを挑み、MODプログラムを使用してダメージを与える事に成功する。ベガルタに逃げられながらようやく欅を救い出すも、彼はクサビラの事は知らないと言う。しかし彼女の姿を見るや否や全てを悟った模様で、クサビラが居ればハセヲの碑文を取り戻せると言う。全ての八相を喰らったスケィスをそのまま戻せばまたクビアが生まれる危険性がある。しかしクサビラのデータという不純物を媒介すればその心配も無くなる。クサビラのデータと共に碑文を取り戻し、ハセヲは究極の姿・5thフォームへと進化した。
再びオーヴァンの氷の前に立つハセヲ。八相の碑文全てを宿したハセヲの前に氷は簡単に砕け散ったが、オーヴァンの意識は戻らなかった。しかしそこにクサビラが現れる。「わたしたちはふたつでひとつとなる」そう言って彼女はオーヴァンと融合した。クサビラの正体は、オーヴァンの運命を狂わせた元凶であるAIDA「Triedge<トライエッジ>」が再誕によって浄化された後、長い時を経て人間のような知性と姿を得たものであり、自分の欠けた半身であるオーヴァンを救うべく行動していたのだ。
再び「Triedge<トライエッジ>」と一つになった事でオーヴァンは目を覚ます。再誕を起こした時点で思い残す事は無く、このまま「世界」の果てで消えるつもりだったと語る彼をハセヲは殴り飛ばし、叱責する。そして初めて会った時のように手を差し伸べ、かつて自分に向けられた言葉を返した。「Welcome to "The World"」と。
その直後、二人は認知外迷宮へと飛ばされる。危機的状況ながらもハセヲとオーヴァンに迷いも恐れも無かった。やがて二人の前にベガルタが現れた。これを返り討ちにすると、今度はより強大な歪み・災厄の海モラルタへと変貌する。ハセヲとオーヴァンはそれぞれの憑神を共鳴させ、スケィスとコルベニクが融合した究極の憑神・ユニゾンスケィスが発現した。正真正銘の最後の戦いはユニゾンスケィスがモラルタを完全に撃破して決着した。
オーヴァンを支えながらマク・アヌに戻ったハセヲを、アイナや志乃、仲間達が出迎えた。オーヴァンが紡ぎ始め、ハセヲが引き継いだ「物語」はようやく真の終幕を迎えたのだ。そしてサービス終了の日。ハセヲは最後の冒険を楽しむべく、皆の待つ「The World」にログインする。そこでオーヴァンからまず二人だけでダンジョンの探索に行こうとを誘われ、攻略後にハセヲはオーヴァンと不変の友情を結ぶのだった。

## 登場人物

### 碑文使い
ハセヲ
声：櫻井孝宏
本作およびアニメ『.hack//Roots』の主人公。第一相「死の恐怖」スケィスの碑文使い。職業は錬装士。

アトリ
声：川澄綾子
本作のヒロイン。第二相「惑乱の蜃気楼」イニスの碑文使い。職業は呪癒士。志乃と同タイプのPCを使う少女。他人との争いなどを嫌う穏やかな性格だが、言い出したら聞かない頑固な面を持つ。自らの悩みを聞き、導いてくれる榊に対して絶対的な信頼を置いている。ギルド「月の樹」に所属しているが、後に掛け持ちの形で「カナード」にも所属する。他人には聞こえない「音」を聞くことのできる特殊能力があり、後に碑文使いであることが判明する。
月の樹の思想に傾倒しており、当初はその理念に耳を貸さないハセヲに月の樹の素晴らしさを分からせるべく彼に関わるようになっていた。ハセヲとは180度違う思考の持ち主だが不思議とハセヲに惹かれており、ハセヲの役に立ちたいと思っている。しかしオーヴァンにハセヲが自分と志乃を重ねていた事を知らされたショックにより、ハセヲに「本当の自分を見て欲しい」という願望から単独で三爪痕の調査を進め謎に迫る事に成功するが、ハセヲと三爪痕の戦いの後にAIDAに浸食され、碑文と「音」を聞く力を奪われてしまう。クーンがメイガスの増殖を発動した事で何とか未帰還者になる事は避けられたものの、音声の不調やグラフィックの崩壊が起こり、リアルにおいても片腕の麻痺に見舞われる。しかしハセヲが碑文奪還に動いている事と、彼の過去を知った事でそれまでの態度を反省し、改めてハセヲの力になろうと努めるようになる。ハセヲによって碑文が奪還された事で不調は全て回復したが、榊の言葉でトラウマを指摘され、イニスを暴走させた状態で開眼させてしまう。しかし、ハセヲがアトリを想う声を聞き、自らの意志で憑神を沈静化させる。PKトーナメントの頃には完全に開眼してイニスの制御に成功している。
本名は日下 千草（くさか ちぐさ）、千葉県在住で16歳の高校生。野菜が苦手の偏食家だが料理が得意で、好きな食べ物はネギや豆腐も入れたお手製牛丼。中学時代、いじめられていた生徒を助け、そのせいでターゲットにされ、登校拒否になった過去を持ち（漫画版『.hack//G.U.+』ではリストカットの痕すら描かれている）、他者に厭われることを極端に恐れ、自主性を失っている。そのトラウマを榊に利用され、結果感情を爆発させて暴走する事となる。家では3羽の文鳥を飼っておりそれぞれに名前を付けて可愛がっているが、ネーミングセンスは無いようである。また、「アトリ」という名前も同名の小鳥から名付けられている。なお、実父の義男は、宇宙ステーション「ヴィレッジ」の初の民間人搭乗者である。
小説版では、憑神を巫器「憑神杖（イニス）」として持つ。碑文の力によって聴覚が増幅されAIDAの「音」を聴くことができ、碑文をAIDAに奪われた後はリアルでも聴力を失っている。その後、碑文を奪われることへの恐怖と、奪う憎しみにより開眼し憑神の姿をとった。
『G.U.+』では、第一部では一般のPCとして登場。AIDAサーバーにてAIDAに侵食されたおぞましい姿になってハセヲに襲い掛かるも、ハセヲとの対話の末に正気を取り戻す。第二部では志乃から碑文を受け継いでいた事が明らかになり、開眼する。また、「再誕」後に「The World」から離れていたハセヲを呼び戻すべくリアルでデートのような事をしたりもしている。
『Last Recode』の追加エピソード「vol.4」では、本編とは立場が逆転したかのようにハセヲはすっかり彼女に頭が上がらなくなっている。仲間を巻き込むまいと単独で行動していたハセヲを「困ってる時は困ってるって言うのが普通」と叱り、半ば強制的に手伝いを申し出た。また、揺光とは恋のライバルとして修羅場を演じる一幕もあった。
『TRILOGY』のパロディモードでは逆上してハセヲを一方的に痛めつけたり、詐欺商品を売り付けるなど豹変が激しい。『Last Recode』のパロディモードでは然程暴走はしないものの、八咫には「ハセヲの電波な彼女」呼ばわりされている。
クーン
声：三木眞一郎
第三相「増殖」メイガスの碑文使い。職業は銃戦士。

八咫（やた）
声：山崎たくみ
第四相「運命の預言者」フィドヘルの碑文使いで、職業は妖扇士。碑文使いの集まるギルド「レイヴン」のギルドマスター。

朔望（さくぼう）
声：豊口めぐみ
第五相「策謀家」ゴレの碑文使い。職業は魔導士。

エンデュランス
声：斎賀みつき
第六相「誘惑の恋人」マハの碑文使いで、職業は斬刀士。

パイ
声：小林沙苗
第七相「復讐する者」タルヴォスの碑文使い。八咫を補佐する女性PC。職業は拳闘士。

オーヴァン
声：東地宏樹
第八相「再誕」コルベニクの碑文使い。元ギルド「黄昏の旅団」のギルドマスター。職業は銃戦士。

### カナード
シラバス
声：阪口大助
初心者支援ギルド「カナード」のギルドマスター。職業は斬刀士。

ガスパー
声：矢島晶子
シラバスと一緒に行動する獣人PC。職業は魔道士。

### ケストレル
がび
声：石井康嗣
「The World R:2」最大のギルドである「ケストレル」のギルドマスター。 職業は撃剣士。PCの外見同様に豪快な性格で「楽しむためなら何をしてもよい!」を信条としており、「ケストレル」の運営理念もそれに順ずる。無法地帯と化している様子さえある「ケストレル」が崩壊しないのは、「この人について行けばなんとかなる」と周囲の人々に思わせるようなカリスマ性による所が大きいといわれる。現に傍若無人な振る舞いも多いボルドーが、がびの前では借りてきた猫のようなものだという。責任放棄ともとれる寛大さと3行以上のメールを読まない大雑把な面を持つ反面、「ケストレル」メンバーに必要最低限の約束事を守らせる厳しさと、BBS内で質問スレッドが立ち上げられた際には律義に受け答えるような紳士的な部分や、見た目に反して「（^ω^）」の顔文字を多用する茶目っ気を併せ持つ。また、オーヴァンとは昔、義兄弟の契りを交わしたこともあるほどの仲。
本名は鷲尾 大治郎（わしお だいじろう）、大阪府在住で68歳の小説家。ペンネームは「黛正太郎」。以前は大学で教授職を務めていたが退職し、その後に「The World」を始めている。なお、「がび」のキャラクターは、ロールしている部分があるものの、半分は地であるらしい。
ボルドー
声：平松晶子
他人をPKすることが好きないわゆる「いじめっ子」の女性剣士キャラ。職業は斬刀士。大勢で少数を襲うという汚い手口を使う。実力はあるのだが、作中ではやられ役キャラが定着している。ハセヲに負けたことで執拗につけ狙うようになり、紅魔宮トーナメント1回戦で憑神に開眼したハセヲに敗れ去り、一時的にだが意識不明になっている。その後はAIDAに侵食され、体の半分がどす黒く染まった状態で登場。揺光をPKして未帰還者に追い込み、碧聖宮での試合ではそれを明かしてハセヲの感情を煽りつつ一度は窮地に追い込む。しかしエンデュランスの介入で逆転され、AIDAを浄化された。その後は長い間ログインする事が無かったが、終盤にはがびとともにハセヲらを手助けしている。エンディング後はメンバーアドレスを一方的に渡してくる。ハセヲに執着していた理由は、同じ孤独を抱えていたはずのハセヲに仲間ができはじめた事への嫉妬である。
プレイヤーはニナ・キルヒアイス。14歳の中学生。ドイツのリューデンスハイム出身。ドイツ人の父と日本人の母との間に生まれたハーフ。10歳の時に両親が離婚し、母の地元である富山県に引っ越す事となった。プライドの高い性格。富山の田舎暮らしは退屈で馴染めないようで、母親ともうまくいっておらず、学校生活にも溶け込めないなど孤独感を募らせている。そうした絶え間ないストレスから、ネットゲームでストレスを発散している。そのはけ口となっているボルドーの性格が自分の本性だと思い、内心恥じている模様。がびに心酔しているが、その理由は彼が父親らしく自分を受け止めてくれるため。なお、作中のニュース映像でリアルの姿が確認できる。
ネギ丸（ネギまる）
声：岩田光央
ボルドーの手下の1人。職業は双剣士。弱い相手や新顔に対しては態度がでかいが、気が小さくPC自体も弱いため1人では何もできない。ともに行動しているボルドーとグリンも例外ではなく、初対面で戦いを挑んだが敗れ、以後舎弟のような存在となった。ボルドーとともに紅魔宮トーナメントに出場したが、1回戦で憑神に開眼したハセヲの前に敗れ去った。その後ログインしてこないボルドーとグリンを案じながら、PK専門ギルドの設立やカオティックPKへの志願など画策するものの、ことごとくハセヲに潰されている。通り名として「蒼き孤高の双剣士 ネギ丸」を自称したが、ハセヲやボルドーからは「青ネギ」と省略されている。
本名は大山 和重（おおやま かずしげ）、18歳の高校生。弱気であるが、「The World」では大悪党をロールしているつもり。しかし、現実が伴っていないのが実情で、リアルでも大学受験を控えながら母親から隠れて「The World」をプレイすることで「ワル」を気取っている。それを表すように、ボルドーとグリンが戻って来ない件でBBSでの書き込んだ際も、「The World」での態度とは打って変わって礼儀正しく腰が低かった。
グリン
声：宝亀克寿
ボルドーの手下の1人。職業は撃剣士。無口で重量感のあるパワーファイター。無口だが、何も話さなくともボルドーやネギ丸はある程度の思考が理解できるようであり、またグリン自身もボルドーのプレイヤーの悩みを理解している模様。紅魔宮での敗北後は一時的に意識不明になったもののすぐに回復していたが、しばらくは入院生活を送っていたため、ログインできなかった。復帰後も気まずさからネギ丸と連絡が取れず、大火の計らいに押されてようやく再会した。
本名は小宮山 宗司（こみやま そうじ）、17歳の高校生。対人恐怖症であり、その治療のために「The World」を始めている。本人はPKをあまり快くは思っていないようだが、システム上容認されている行為だからと自分を納得させている。
Iyoten（イヨテン）
声：浪川大輔
アスタとコンビを組む、初心者狩りを専門とするPK。 職業は斬刀士。アカウント作成直後のハセヲにゲームの基礎を教えているが、エリアをクリアした直後にPKしている（直後にアスタとともにオーヴァンにPKされている）。数多くの初心者をPKしているらしく、竜賢宮トーナメントでハセヲと対峙した際にはハセヲの事は「死の恐怖」としか認識しておらず、自分達が狩った初心者だとは覚えていなかった。それ故に、榊にハセヲの憎悪を引きずり出す餌としてアスタと共にトーナメントに差し向けられるも、ハセヲが「死の恐怖には戻らない」と自分を見失わなかったことでとどめは刺されなかった。終盤にはアスタ共々、ハセヲの加勢に現れる。
『R:2』から『R:X』に変わってもThe Worldを続け、『.hack//Quantum』ではアスタとともにサクヤの前に現れた。
本名は坂井 直也（さかい なおや）、19歳。ゲーム好きが講じて、店頭でHMDの販売するアルバイトをしている。
アスタ
声：本名陽子
Iyotenとコンビを組む、初心者狩りを専門とするPK。職業は撃剣士。語尾に「ござる」をつけるなど、武士のような古風な言い回しが特徴。R:Xに変わってもThe Worldを続け、Iyotenとともに行動している。
本名は堀 辰巳（ほり たつみ）、19歳。リアルでは成績優秀で真面目な優等生。坂井直也の言葉がきっかけで女性剣士をロールしているが、プレイヤーは男性である。

### 月の樹
欅（けやき）
声：木村亜希子
巨大ギルド「月の樹」のギルドマスターであり一番隊隊長。職業は鎌闘士。常に微笑みを浮かべ、その少々天然気味な言動は人を惹きつける。誰とでも隔てなく接する社交性があり、アトリは「ギルドの太陽みたいな人」と例えている。しかし、あまり表立って活動することはなく、一部からはギルドのお飾りにすぎないと陰口を叩かれている。
ダンジョン内でAIDAに襲われた際に、ハセヲとパイに助けられた事がきっかけでハセヲに興味を持って関わっていくこととなる。通常エディットできないはずの角があることや、憑神が見えるかのような発言や、AIDAに感染したアトリにPKされるも未帰還者にならなかったりと謎が多い人物である。
表立って知られてはいないが、ハッカーや放浪AIが集まるネットスラム・タルタルガの統率者である。「再誕」による衝撃で破損したハセヲを回収して修復し、仕様外のXthフォームという新たな力を与えたのも欅である。
リアルに関しては一切が不明だったが、『Last Recode』の追加エピソード「vol.4」にてその正体はThe Worldのみの存在、すなわちAIであった事が明かされている。
榊（さかき）
声：小西克幸
二番隊隊長。職業は撃剣士。月の樹に属しているがその思想はギルドの思想とズレが生じており、欅と対立する派閥の指導的立場にある。

楓（かえで）
声：大原さやか
「月の樹」の三番隊隊長で、欅の忠臣的存在。職業は斬刀士。主にギルド内の風紀管理を取りまとめている。優しさと厳しさを兼ね備えた誠実な性格で、ギルド内で唯一欅を叱り飛ばせる存在でもある。欅のマイペースな言動には頭を悩ませている。何かと欅をないがしろにして目立とうとする榊とは犬猿の仲。
本名は加賀 京子（かが きょうこ）、東京都在住で28歳の介護福祉士。10代で結婚して男児を授かったが、自分の不注意の事故で亡くしてしまい、夫婦仲もうまくいかなくなり24歳で離婚している。それ以来仕事に打ち込んでいたが、息抜きで始めた「The World」で欅に亡き息子の将来像を思い描き、現在では欅を見守ることが生きがいとなっている。
『Last Recode』の追加エピソード「vol.4」によれば欅の実体がリアルにない事に気付いていたようだ。
楢（なら）
声：山崎たくみ
四番隊隊長。月の樹の内偵のために八咫が作ったサブPCであり、欅派にも榊派にも属しない中立的な立場にある。職業は重槍士。

柊（ひいらぎ）
声：松野太紀
五番隊隊長で、榊派の1人。職業は妖扇士。普段はオネエ言葉を用いているが、キレるとドスの利いた男性的な口調になる。プレイヤーとしての実力は高いが、性格は独特。榊を慕うあまり盲目的な愛情を向けているが、碧聖宮のトーナメントでハセヲに敗北した際には榊への信頼を落としたとしてハセヲに復讐心を抱く。月の樹本部での戦いでは盲信的に榊側に就き、ハセヲ達の前に立ち塞がるも再び敗北。エンデュランスに諭され、榊の悪事を止める事を託してロストした。
本名は由紀 文彦（ゆき ふみひこ）、京都府在住で22歳のファッションデザイナー。普段は隠しているが潜在的な同性愛者であり、当初は柊のキャラクターも単にオネエ言葉を用いるロールのつもりだったが、徐々に素が出てしまっているらしい。
『Last Recode』の追加エピソード「vol.4」ではエンディング後の「The World R:2」サービス終了日に登場。ハセヲに（恋愛的な）好意を抱くようになっている素振りを見せる。
槐（えんじゅ）
声：桑島法子
六番隊隊長で、榊派の1人。職業は呪療士を装っているが、錬装士である。

松（まつ）
声：家中宏
七番隊隊長で、榊派の1人。職業は錬装士。熱しやすい性格で、口調も異常に荒々しい。かつて「赤鉄の鬼人」と恐れられたPKだが、榊に返り討ちにされてしまい、それがきっかけとなって「月の樹」に入団している。その際、過去と決別するためにメインウェポンとしていた大剣「赤鉄」を封印したが、真の強敵と巡り合うことを望み捨てられずにいた。それ以降は銃剣のみで戦っていたが、紅魔宮トーナメント2回戦でハセヲに対して「赤鉄」の封印を解くものの敗退し、「赤鉄」をハセヲに託している。しかし月の樹本部の戦いでは、榊が間違っていると知りながらも恩義から敢えて榊側に就き、ハセヲと戦った末に敗北（自分の行動のケジメとして大剣は使わなかった）。AIDAサーバー内でロストした事で未帰還者になったかと思われれたが、一時的に意識が飛んだだけで無事であった。事件後は鍛錬を続けるとしてハセヲにメンバーアドレスを渡す。
本名は九藤 真吾（くどう しんご）、愛知県在住で17歳の高校生。地元ではそこそこ名の知れた不良。加えてバイク好きだが、暴走族の類のグループではなく、単にバイク好きのグループに所属している。曲がった事が嫌いで弱いものいじめには興味がないらしい。16歳で免許を取得したが、間もなく事故に遭ってしまい自宅療養を余儀なくされた。その頃に「The World」と出会い、「The World」内のバイクレースにのめり込むこととなる。趣味はビンテージバイクと古着集め。サルバドル愛原が苦手らしい。好きな食べ物は肉料理。

### イコロ
太白（たいはく）
声：中多和宏
「イコロ」の現行（2代目）のギルドマスターで、アリーナ竜賢宮の宮皇。職業は銃剣士。理知的で冷たい雰囲気をまとった「イコロ」最強の男だが、現在は「イコロ」の活動に意義を見出せず、完全に熱意を失った状態にある。テレビアニメ「.hack//Roots」ではそんな彼がまだ熱い心を持っていた頃、クエスト「痛みの森」に参加している様子が描かれており、ダンジョン最奥でジョブエクステンドを果たしたハセヲと違い、太白は魔剣マクスウェルを手にしている。また、「痛みの森」に挑んでいたハセヲは、太白と出会い軽く会話を交わしていたため、作中で対面した際に軽い既視感を覚える場面がある。なお、「太白」とは金星の別称である。
何者かに襲われ、魔剣マクスウェルにAIDAが寄生してからは人柄が変わってしまう。榊主催の竜賢宮のタイトルマッチでAIDAに飲み込まれ暴走するが、ハセヲらに鎮圧される。タイトルマッチ終了後、自らを打ち倒したハセヲにマクスウェルの面影を残す大剣「シラード」を託している。
本名は黒貝 敬介（くろかい けいすけ）、愛知県在住で28歳の脳外科医。インターン時代に勤務していた病院に「The World」をプレイ中に意識不明となった患者が搬送されたことがきっかけで「The World」に興味を抱く。数年後、ネットゲームが人の脳に与える影響を知るために「The World」を始め、人を観察するのに適したアリーナで調査を進めるうちに宮皇になっていた。
小説版にはリアルでのみ登場し、勤務先が志乃の入院している病院に変更されリアル側でG.U.メンバーと出会っている。
天狼（てんろう）
声：千葉一伸
アリーナ碧聖宮の宮皇。職業は拳闘士。己の力を正々堂々と極める事に誇りを持つ高レベルプレイヤー。揺光とはお互い宮皇ではなかったときからのライバルで、対戦した際には激戦の末に辛くも勝利している。なお、「天狼」とは大犬座のシリウスの中国語である。
第二相の碑文を盗んだAIDA（Helen<ヘレン>）に感染した後は宮皇であることに固執し、AIDAが生み出した三蒼騎士の幻と組んでアリーナに参加し、残忍なプレイスタイルをとるようになる。ハセヲチームとのタイトルマッチ中にAIDAが具現化するが、スケィスによって鎮圧され救い出される。榊主催の竜賢宮トーナメントでは太白を救うために単身参加するが、ヘテロ三人集の前に敗退し未帰還者となった。「再誕」の後に意識を取り戻し、揺光とともにハセヲの元に駆けつけている。
本名は民 錦涛（ミンジ ンタオ）、埼玉県在住で26歳の韓国人商社マン。格闘技観戦が趣味で、自身もテコンドーの達人である。
揺光（ようこう）
声：浅野真澄
アリーナ紅魔宮の宮皇。職業は双剣士。

### Project G・U
ぴろし3（ぴろしさん）
声：小野坂昌也
ギルド「G・U」のギルドマスター。職業は重槍士。

なつめ
声：坂本真綾
ギルド「G・U」のメンバーで、カオティックPKの1人。職業は双剣士。

### その他のPC
大火（たいか）
声：辻親八
アリーナの宮皇のみが所属できるギルド「イコロ」の創造者。職業は斬刀士。紅魔宮の初代宮皇で、長期にわたって宮皇であり続けたために伝説的存在となっている。生前のフィロと交流があり、フィロからハセヲを最果ての地「ギャリオン・メイズ大神殿」に導く役割と、「フィロ」のアカウントを託されている。一人称は「ワシ」で、酒を好む典型的なオヤジキャラ。なお、「大火」とはさそり座のアンタレスの中国語。
本名は緒方 幹久（おがた みきひさ）、東京都在住のプロレス雑誌編集者。年齢はまだ35歳で、「The World」でのオヤジキャラはロールによるもの。但し、酒好きは事実である。妻と3歳と5歳になる娘がおり、将来は娘達にプロレスの素晴らしさを教えたいと願っている。
志乃（しの）
声：名塚佳織
アニメ『.hack//Roots』のヒロインで、アトリの色違いのPCを使用している。職業は呪療士。

タビー
声：豊口めぐみ
猫型の獣人PC。職業は拳闘士。

アイナ
声：榎本温子
青く長い髪をした謎の少女。職業は魔導士。白いロリータ・ファッション系の服（ゲーム内ではゴスロリと表記）を着ている。オーヴァンがAIDA「Triedge<トライエッジ>」に感染した際に一緒にいたためにPKされており、「The World R:2」における最初の未帰還者となっている。
本名は犬童 愛奈（いんどう あいな）、ドイツの病院に入院している12歳の少女。犬童雅人（オーヴァン）の妹で、治療困難な持病を抱えているために雅人と離れて暮らしており、「The World」で会うことを楽しみにしていた。未帰還者となってしまったために予定されていた手術を受けることができず、雅人は意識を取り戻させて手術を受けさせるために独自に方法を探っていた。「再誕」によって意識を回復したものの、当初は雅人を昏睡状態にしたハセヲや、兄に全ての責任を押し付けたCC社を憎んでいた。自らクビアゴモラを呼び寄せて「The World」が破壊される事すら望んでいたが、望の叱責で反省。その後、オーヴァンに渡されていた「黄昏の碑文」によってその身にAuraを宿し、ハセヲ達に道を示した。
漫画版『.hack//G.U.+』ではゲームよりも大人しい性格で感情的になるシーンは少なく、ハセヲを憎む描写も無い。一方で、Auraを宿した際に護衛に就いた八咫とカイトの威圧には委縮している。戦いの後は欅といい雰囲気になっていた。小説版では雅人の娘となっている。
『Last Recode』の追加エピソード「vol.4」では雅人の容態が悪化した事で再びハセヲに辛く当たるようになったが、彼が兄を救おうとしている事を知って態度を改める。「The World R:2」サービス終了日には、近々兄妹で一緒に暮らせるようになる事をハセヲに知らせた。
『TRILOGY』『Last Recode』のパロディモードでは暴走するオーヴァンに「アイナたん」と呼ばれたり「本命は君さ」などと言われたりしているが、一方でアイナ本人もクーンと同棲したり、オーヴァンを容赦無く罵ったり（当のオーヴァンはそれを悦んでいる）と兄とは違うベクトルで暴走している。
クサビラ
声：諸星すみれ
Vol.4においてハセヲの前に現れた少女型PC。1年3ヶ月前のハセヲたちの活躍を知る、謎めいた存在。
「欅の妹」を名乗り、オーヴァンを救うためにハセヲを導く。相手の顔と名前が一致せず、話しかける対象を間違えて会話を続けてしまう癖がある。
その正体はオーヴァンに寄生していたAIDA「Triedge<トライエッジ>」が再誕により浄化され、長い時を経て人間らしい知性を得たもの。少女型PCの姿を取り、オーヴァンを解放するべく行動していた。最終的に再びオーヴァンと融合し、彼を目覚めさせた。以降は禍々しく光っていた以前と違って青白く輝くようになり、オーヴァンの第三の腕として力となる。

#### ヘテロ三人衆
榊主催の竜賢宮トーナメントの決勝でハセヲチームと闘ったチートPCの3人組。全員が榊の手により重度のAIDA感染に陥っている。リアルでも兄弟で、名字は前川（まえかわ）。
ヘテロ
声：浪川大輔
「ヘテロ三人衆」のリーダー。職業は鎌闘士。PCボディが深くAIDAに侵食されており、敗戦後にAIDA<Grunwald>が具現化するが、スケィスのデータドレインにより浄化されている。
ア・ザンティック
職業は重槍士。
ル・システィック
職業は重槍士。

### NPC
Aura（アウラ）
声：坂本真綾
The Worldのシステムを管理するAIで、女神とも表現される存在。

### 三蒼騎士
蒼炎のカイト
声：相田さやか
R:1時代の英雄カイトに似た、アウラが生み出した自律型AI。職業は双剣士。

蒼天のバルムンク
声：檜山修之
カイトの片腕として知られるバルムンクに似た、アウラが生み出した自律型AI。

蒼海のオルカ
声：増谷康紀
カイトの片腕として知られるオルカに似た、アウラが生み出した自律型AI。

### カオティックPK
強欲の セルバンテス
声：岩田光央（.hack//Link）
「とれるものは根こそぎとる」をモットーとする残忍なPK。職業は斬刀士。短気な性格で他のプレイヤーと争うたびにPKしているためカオティックPKに名を連ねているが、実力はカオティックPK中最低クラスで、一般プレイヤーからは「セルビ（ヴィ）ー」と呼ばれている。ケストレルに所属している。
本名は大沢 耕平（おおさわ こうへい）、三重県在住で17歳の高校生。バイク好きでバイクゲームがあるという理由で「The World」を始めているが、短気な性格が災いしてPKとして知られるようになってしまった。
凶眼使い 玄浄（げんじょう）
アビリティ「呪い攻撃」を使用して相手を徐々に追い詰めていく戦術を得意とするPK。職業は銃戦士。ケストレルに所属している。
本名は石島 啓太郎（いしじま けいたろう）、20歳の市役所職員。物静かで礼儀正しい性格だが、「The World」上では現状のキャラクターをロールしている。
炎の魔女 ジニーファイブ
自由奔放で気まぐれな性格のPK。職業は魔導士。社交性はあるがわがままで、不機嫌なときは八つ当たりでPKを繰り返す。ケストレルに所属していたが、脱退している。
本名は神後 理尾（しんご りお）、秋田県在住で13歳の中学生。性格はジニーファイブと似ているらしいが、人望がありクラスでは人気者である。
拷鉄魔法少女 ぽこたん
声：本名陽子（.hack//Link）
語尾に「～だお」をつける独特の口調が特徴のPK。職業は双剣士。短気な性格で、カオティックPKの制度ができた初期から名前を連ねている実力者。ケストレルに所属している。
本名は堀 真澄（ほり ますみ）、東京都在住で23歳の劇団員。演技の練習のために「The World」を始めている。なお、「ぽこたん」は劇団に入って最初に貰った台詞のある役名（タヌキのキャラクター）である。
園芸家 ミッチェル
花を愛するナルシストのPK。職業は重槍士。ケストレルに所属していたが雰囲気になじめず、唯一の相棒であるジニーファイブとともに脱退している。
本名は津田 詠史（つだ えいし）、福島県在住で18歳の高校生。趣味は盆栽だが理解してくれる人は多くなく、「The World」ではジニーファイブのみが理解してくれたために相棒として行動するようになった。
毒手拳 麗々（れいれい）
アビリティ「毒攻撃」を使用して戦うPK。職業は拳闘士。以前「毒攻撃」で高レベルのPCをPKした経験から、毒系武器を愛用するようになった。ケストレルに所属している。
本名は吉野 麗華（よしの れいか）、奈良県在住のアロマテラピスト。「The World」は暇な時間にプレイする程度だが、練成とカスタマイズに熱中しており、その成果を試すためにPKしている。ちなみに既婚である。
不死身胴 ゴーリキ
驚異的な耐久力を誇ることから「不死身胴」の異名を持つPK。職業は撃剣士。カオティックPKとしては有名だが、本人はどうでもいいと思っているようである。
本名は小前田 武典（おまえだ たけのり）、山梨県在住で17歳の高校生。進路に悩んでおり、自分なりの答えを探すために「The World」を始めている。
狂おしき ヘルルーガ
全身を包帯で覆った独特の風貌のPK。職業は斬刀士。変な英語を織り交ぜた独特の口調で話す。ケストレルに所属しており、榊主催の竜賢宮トーナメントでは、Iyotenやアスタとチームを組んで参加している。
本名は平間 メリールー（ひらま メリールー）、宮城県在住で15歳の中学生。日系アメリカ人の父を持つクウォーター。アメリカに憧れを抱いているが、英語は苦手である。
音なしの TERU（テル）
ソロプレイを好むPK。職業は鎌闘士。使用しているMHDが旧式の物で音が聞こえないらしく、これが通り名の由来である。
本名は瀬賀 照彦（せが てるひこ）、宮城県在住で20歳の大学生。留年したために親からの仕送りが止められ、そのためMHDの修理ができないでいる。
七つの海の 鈴木（すずき）
海賊のような風貌のPK。 職業は銃戦士。言動が独特で侮られがちだが実力は本物で、特に多人数での乱戦を得意とする。
本名は鈴木 新一郎（すずき しんいちろう）、広島県在住で28歳のラーメン店員。“至高のラーメン”を追求しており、そのための情報収集の手段として「The World」と出会った。しかし、今ではストレス発散のためにPKを繰り返している。
邪骨兄弟 イバク
ピエロのような風貌の魔導士のPK。 職業は魔導士。アビリティ「ダメージチェンジ」を有しているために相当打たれ強い。
本名は小木曽 恭一（おぎそ きょういち）、島根県在住で16歳の高校生。伸次（ゲランゴ）の実兄。の県内で有数の進学校に通っているが、平凡な日常に対する不満から「The World」を始めた。
邪骨兄弟 ゲランゴ
声：岩田光央（.hack//Link）
ピエロのような風貌の大柄なPK。職業は斬刀士。イバクを絶対的に信頼して依存しきっているため、全ての判断はイバク任せである。
本名は小木曽 伸次（おぎそ しんじ）、島根県在住で13歳の中学生。ゲーム内と同様に兄に頼りきっている。
闇に佇む カオちん
声：中山さら（.hack//Link）
詳細は不明。『R:1』時代から続けている古株プレイヤーで、『R:1』時代には紅衣の騎士団を解散して失意の底にあった昴をPKしている。現在の職業は重槍士だが、『R:1』当時は昴と同じエディットPCを作成し、職業は重斧使いであった。
PCは女性だが、リアルでは男性。本名は不明。フリーのイラストレーターをしている。
無敵爆弾娘 ジアハート
PKしながら歌うことで知られるPK。職業は双剣士。その独特のスタイルから、PKされたものの中にもファンになるものがおり、ファンクラブまで存在するらしい。
本名は一色 歩（いっしき あゆむ）、滋賀県在住で21歳のフリーター。歌手を目指してストリートミュージシャンとして活動しており、ジアハートのPKスタイルは当初は冗談のつもりであった。
剣妖 横地太郎兵衛
好敵手を求めて彷徨う孤高のPK。職業は撃剣士。強そうなPCを見つけると、誰彼かまわず勝負を挑んでいる。ゴーリキとはライバルらしく、対戦成績は1勝1敗1分。
本名は武藤 誠治（むとう せいじ）、鹿児島県在住で36歳のコンビニエンスストア店長。時代小説を愛読しており、横地太郎兵衛のキャラクターをロールしているが、本人は武術の心得は全くない。

### 仕様外モンスター
陰なる災厄 ベガルタ
Vol.4に登場した仕様外モンスター。2018年に発生した「R:2」の度重なるサーバー不安定が原因によるサービス終了の元凶。
2017年に発生したAIDA、再誕の発動、クビアの出現など度重なる仕様外の現象によって誕生し、あらゆるデータを喰らい尽くす。パイ曰く、「滅び逝く『世界（「The World」）』に刃向い、それでも生きようと足掻く存在」。
災厄の海 モラルタ
最終盤にてベガルタが変異した巨大なモンスター。ケルヌンノスやザワン・シンと言った『世界』を構成してきた存在が無造作に融合し、より歪な異形と化している。最後はスケィスとコルベニクが共鳴して誕生した究極の憑神「ユニゾンスケィス」によって倒され、完全に消滅した。

### 現実世界
番匠屋 淳（ばんしょうや じゅん）
声：宗矢樹頼
元CC社のプログラマーでありAI応用心理学者。『R:1』時代に試みられた八相のサルベージチーム「プロジェクトG.U.」の責任者で、プロジェクトの失敗の責任をとって退社、後に亡くなっている。佐伯令子（パイ）の異父兄弟にあたる。プロジェクト発動前に失敗を予見して第七相「復讐する者」の碑文使いPC（パイ）を自らのコンピュータに隠しており、後に佐伯令子に託している。
天城 丈太郎（あまぎ じょうたろう）
元CC社の社員で、「プロジェクトG.U.」の重要人物。

サルバドル愛原（サルバドルあいはら）
声：江原正士
「Online Jack」の突撃リポーター。日系ブラジル人で、本名は「カルロス・アイハラ」。元は大人気を得た芸人であり、揺光の好きな芸人の1人にも挙げられている。「The World」が趣味で、PC名は「カズボロー」。
田島 ミチル（たじま ミチル）
声：榎本温子
当初は小学校教諭であったが、ドール症候群となった教え子を救うために学校側と対立し解雇されてしまい、サルバドル愛原や菅井助教授とともにドール症候群を追うこととなる。
菅井 太一郎（すがい たいちろう）
声：西村知道
竹馬大学医学部助教授。ドール症候群について研究しており、「ネットゲームが子供を人形にする！ドール症候群の警告」という書籍を出版している。
川口 修（かわぐち おさむ）
声：青山桐子
田島ミチルの教え子の1人で、ドール症候群と診断されている。
鵜池 トオル（ういけ トオル）
声：皆川純子
田島ミチルの教え子の1人。榊のプレイヤー。

## 戦闘システム
基本的には前作と同様であるが、以下の要素が追加されている。

### スキルトリガー
PTリーダー専用システム。メニューを開かずにアーツあるいはスペルを使用できる。錬装士に限り、フォームが最高レベルまで到達すれば武器の種類に関係無くスキルを設定できる（マルチトリガー）。

### レンゲキ
PTリーダー専用システム。モンスターやPCへ攻撃を連続的に繋げることで紫色のリングが発生し、そのリングが出ている対象にスキルトリガーでスキルを当てれば発生する。リング発生中のPCは移動以外の行動が制限されるが、リングは時間が立てば消滅してしまう。

### 覚醒
武獣覚醒
Vol.1から使用可能。物理攻撃に特化した覚醒。一定時間敵の動きが止まり、その間は味方パーティの攻撃力と移動速度が上昇する。
魔導覚醒
Vol.1から使用可能。魔法攻撃に特化した覚醒。時間内に○ボタンを押した回数に応じて、エリアの属性と相克関係にある属性呪文を、SP消費無しで放つ呪紋系の覚醒。
神威覚醒
Vol.2のみ使用可能。物理攻撃に特化した覚醒。時間内にボタンを連打した回数と、パーティキャラクターとの好感度に応じて攻撃力がアップする。
憑神覚醒
Vol.3とVol.4のみ使用可能。碑文使いのみが行える覚醒技で、憑神の力を使ってデータドレインを放つ。データドレインを当てた敵は、モンスターごとに決められた数のウィルスコアを落とす。使用するごとに成長し、LV5でドレインアーク、LV10でドレインハート（Xthフォーム以降）と進化していく。なお、碑文使い以外のキャラがいても使用可能。
Vol.4では憑神を一時的に封印している関係上、5thフォームにジョブエクステンドしないと使用不可。

### 憑神バトル
AIDAや憑神など通常では太刀打ち出来ない存在との戦いでは、こちらも憑神に変身して対抗する。戦いは「憑神空間」という特殊なフィールドで行われ、一般PCには一切認知することができない。このバトルでは常にロックオンされる敵を中心としてフィールドを移動しながら戦い、ダッシュによる回避行動や遠距離、近距離攻撃を使い分ける、より3Dアクション要素の高い戦闘となる。鎌による近接攻撃が主力だが通常では当てる隙が少ないため、まずはショットによる遠距離攻撃を当ててスタンさせるのが基本的な戦法となる。
データドレイン
敵のHPゲージをゼロにするとプロテクトブレイクが起こり、データドレインモードに移行する。このバトルでのデータドレインはボタンを押してチャージしてから放つ方式であり、敵の攻撃を避けつつチャージを溜め、逃げ回る敵にデータドレインを命中させれば勝利となる。一定時間が経過するまで命中させられないとプロテクトが復活し、敵のHPも少量回復してしまう。
敵もデータドレインを放つことがあり、こちらは回避出来ない。喰らうとHPが減っていくが、全ボタンを連打すれば振り払うことが可能。

## 用語

### ギルド
同じ志を持つPC達が集まって動く団体の事。ギルドの掛け持ちは可能で、1体のPCが複数のギルドに所属する事もできる。ギルドの長のギルドマスターになると様々な特典がある。ギルド内はギルドマスターに似た外見・性格をしたNPC「グランティ族」が管理しており、ギルドレベルが上がるにつれて施設も充実していく。なおギルドレベルが最大の10に達し、巨大ギルドとして認められるとCC社から拠点として3つの専用エリアの1つが与えられる。ゲーム開始時点では「ケストレル」「月の樹」に貸与されており、残る1つは『Roots』で「TaN」が解体された後は空きとなっている。
ケストレル
ギルドマスター：がび
主な所属者：ボルドー（追放）、ネギ丸（追放）、グリン（追放）、クーン（脱退）
『R:2』の2大ギルドの1つで、メンバー数は5000人。ギルドマスターがびの強力なカリスマ性の下に成り立っている独裁的ギルドで、がびの「楽しむ為なら何をしてもよい」という信念のもとに悪質なPC達が集うようになり、今や明確な活動目標のない無秩序な集団となっている（もっとも設立当初から明確な活動目標があったかどうかは不明）。後に碑文使いとして覚醒するクーンが過去に副団長を務めていたが、内部抗争により追放同然で脱退している。
月の樹
ギルドマスター：欅
主な所属者：アトリ、榊、楓、松
『R:2』の2大ギルドの1つで、メンバー数は1000人。「The World」に秩序と調和をもたらすことを使命としており、所属メンバーは7つの小部隊に配置されて自警団的な活動を行う。各部隊の隊長で構成される「七枝会」によって運営方針が決定される。なお、隊長の名前は欅、榊、楓、楢、柊、槐、松と全て木の名前という特徴がある。
表面上はギルドマスター欅をトップとした組織図となっているが、内実は欅派と榊派に分かれ激しい対立をしている。ゲーム中では榊派がクーデターを起こし、所属者達が相次いで離脱して事実上崩壊してしまう。
TaN
ギルドマスター：俵屋（内実は直毘）
主な所属者：俵屋、直毘（八咫）、エンダー（パイ）、三郎
「ケストレル」「月の樹」に次ぐ第3位の勢力を誇ったギルドであったが、ギルドぐるみでのチート行為が露呈して『Roots』作中で主要メンバーのアカウントが停止されて解体されている。表向きにはギルドマスター俵屋が運営する商業ギルドとして知られていたが、真のギルドマスター直毘（八咫の3rdPC）が「レイヴン」としての活動の隠れ蓑にするために作ったものである。また、表向きには知られていない「暗部」と呼ばれるPC集団も存在していた。
レイヴン
ギルドマスター：八咫
主な所属者：ハセヲ、クーン、パイ
碑文使いによって構成されるギルド。「レイヴン」はゲーム上での仮称で正式には「G.U.」。システム管理者が未帰還者達の情報を収集するためのギルドである。ギルドマスター八咫は、ギルド施設に特設された「知識の蛇」で直接CC社とコンタクトを取ることが可能。@HOMEはマク・アヌに存在するが、ゲーム終盤では最低限の機能とともにネットスラムに移設されている。
カナード
ギルドマスター：クーン→シラバス（代理）→ハセヲ
主な所属者：シラバス、ガスパー、アトリ
初心者支援を目的として設立されたギルド。「ケストレル」を抜けた後にクーンが設立し、クーン脱退に際してシラバスがギルドマスター代理となり、ハセヲと出会ってギルドマスターを委譲している。当初は所属メンバーは初心者がほとんどで、小規模なギルドであった。
設立当初の@HOMEはマク・アヌに存在していたが、ハセヲチームが紅魔宮の宮皇になったことによる特典でドル・ドナに移設、碧聖宮の宮皇になったことによる特典でブレグ・エポナに移設、最終的にネットスラムに移設されている。ゲームではやり込みを重ねて「八百由旬の札」の項目を埋めるにつれてカナードのギルドレベルが上がっていき、最大で9まで上げる事ができる。なお、ギルドマスコットのデス☆ランディは帽子を被っていないレア物グランティであるらしい。
イコロ
ギルドマスター：大火→太白
主な所属者：天狼、揺光（追放）、大火（脱退）
アリーナ宮皇のみが所属を許可されるギルド。宮皇であることを最重要視しており、宮皇でなくなれば追放される。そのためプライドの高いメンバーが多く、内部摩擦も多い。@HOMEは長期にわたり宮皇（紅魔宮）であり続けた初代ギルドマスター大火の功績を称えてルミナ・クロス内に設置されている。なお、主だったギルドメンバーは大火、太白、天狼、揺光と全てが星の中国語での名前である。
黄昏の旅団
ギルドマスター：オーヴァン
主な所属者：ハセヲ、志乃、匂坂、タビー
幻のアイテム「キー・オブ・ザ・トワイライト」を探し出すことを目的とするギルド。ハセヲがログイン間もないころに所属していたギルドであるが、ゲームの時点ではすでに解散している。
医療連盟癒し隊
ギルドマスター：タダシ長官
主な所属者：清作、英世
他のプレイヤーを癒す事を目的とするギルド。『Roots』でタビーが作ったギルド「肉球団」を母体としている。ギルドマスタータダシ長官以外は全員がウ族のPCモデルで、個々に色が割り振られていたり語尾に「にゃん」を付けるなどロールプレイをしている。
Project G・U
ギルドマスター：ぴろし3
主な所属者：なつめ
「G・U」とは「グラフィックうまい」の略で、絵の上手いプレイヤーが集まるギルド。所属メンバーは2人のみ。
クルセイド
ギルドマスター：獅子神王
主な所属者：アリエノール、フランベルジュ、トンボ
打倒「イコロ」を掲げるギルド。アリーナランカーが多く集まっている。
ジェム
ギルドマスター：オニキス
主な所属者：黒真珠、紅玉、サファイア、ヒスイ
「クルセイド」と同じくアリーナランカーが多く集まるギルドで、女性PCのみが所属を許可される。全員が宝石の名前である
ZOO
ギルドマスター：ポチ
主な所属者：ブー、石狩猫
獣人PCの集まるギルド。活動は和やかだが、アリーナランカーが多く実力者揃いらしい。
ソルトマニア
ギルドマスター：Soltaholic
主な所属者：猫しゃくし
30歳以上（リアル・精神年齢両面で）のPCが集まるギルド。主に夜間に活動を行っている様子。
エンピレオ
ギルドマスター：ヌァザ
主な所属者：エンセフェロン
噂好きのPC達が集まる情報ギルド。よもやまBBSを中心に活動中。
トライフル
ギルドマスター：ニンジャト
主な所属者：朔望、しゃけ
電波でマニアなPC達が集うギルド。アプカルルを中心に活動中。
親衛隊
ギルドマスター：たぬ
「ケストレル」から派生したギルドで、がびに忠誠を誓う者が集う。現時点ではギルドメンバーはたぬのみ。
ワルイダー
ギルドマスター：アンブレラ
主な所属者：ω（オム）ライス、柿大将
トレードの最中に突然キャンセルするなど、小さな悪事をはたらいているギルド。「医療連盟癒し隊」とは敵対関係にある模様。
NAOO-knights
ギルドマスター：IGA
主な所属者：NAOO、vanquerd、シグナレス
ネットアイドルとして活動するプレイヤーNAOOのファンで構成されるギルド。ギルドマスターIGAは「一番NAOOを愛する心が強い」と自負している。

#### グランティ
各ギルドのマスコットキャラクター。ギルドマスターの外見や性格、口癖等をトレースしている。NPCのはずだが、完璧に会話が通じたり仲間同士で会合（イベント）を開いたりと謎が多い。帽子をかぶっているものがほとんどであるらしく、かぶっていないものはレアなグランティであるとされる。

### PK
PK（player killer）とは、ゲームに限らず全てのオンラインゲームに適用される用語。プレイヤーキャラクターを狩る行為、あるいはそれを行うプレイヤーを指す。
『R:1』では禁止されていたが、『R:2』では解禁されてしまったことでPKが横行するようになってしまった。その手口は様々で、初心者サポーターを装ってエリアに誘い出して（基本的にエリアでしか戦闘が行えない）PKする者、エリアでいきなり襲い掛かる者、単独でPKする者も居れば、集団でPKを行ったりPKを「ゲーム」とする者もいる。PKに対して、主にレベルの低い一般プレイヤーや純粋に「The World」を楽しみたいプレイヤーなどから抗議の声が上がるも、ルール上禁止されていないためCC社がサポートすることは無い。
ギルド「ケストレル」に所属する殆どのプレイヤーがPKであり、しかもかなりの実力者が揃っている。また、彼らPKをPKするプレイヤーはPKK（プレイヤーキラーキル）と呼ばれ、ハセヲは昔「死の恐怖」としてPK達から恐れられていた。
PKの中でも鬼のような強さを誇るPK達の中からCC社が公募し選ばれたPKを通称カオティックPKと呼び、賞金が掛けられている。全員が全員名前の前に二つ名が付いており、かつてのハセヲや松も「死の恐怖」や「赤鉄の鬼人」と、二つ名で呼ばれていたのは、これにちなんでのことらしい。

### 碑文
「禍々しき波」である八相を『R:1』からサルベージしたデータ。特殊なデータであり、復元やコピーなどが一切出来ないようになっている。
サルベージ計画の失敗によってオリジナルの「碑文使い」PCはロストしてしまったが、第三相の碑文使いPCはCC社がサルベージ、第七相の碑文使いPCは番匠屋淳が自宅のパソコンに第七相「復讐する者」タルヴォスの碑文を組み込んだPCを持ち帰り隠していたため、クーンとパイのみ初期段階で作成されたオリジナルということになる。

#### 碑文使い
キャラクターのデータ内に「碑文」が組み込まれたPC。CC社のサルベージ計画失敗によって碑文が「The World」内に散ってしまい、碑文自体がPCを選ぶようになった。碑文が宿ったPCデータ自体も仕様外であり、システム側からの一切の干渉を受け付けない。
碑文使いPCを使用するプレイヤーは、コントローラーやM2Dとは別の部分で繋がっているとされている。そのため、選ばれたプレイヤー以外がこのPCでログインした場合は、強いめまいや吐き気や頭痛などの症状に見舞われる。
小説版においては巫器を使用するために、本来決まったモーションしか取れないPCを、リアルでの体の動きをトレースするように自由自在に動かすことが可能となる。また、第八相を除いてそれぞれ何らかの感覚が増幅されリアルにおいてもそれを知覚するほか、AIDAなど仕様外の存在からの攻撃を痛覚としてリアルに伝える。

### AIDA
Aritificially Intelligent Data Anomalyの略称。「The World」のシステム上存在しないはずのバグシステムで、碑文使いのみが駆逐できる。その存在はCC社によって隠蔽されている。かつて（.hack//Rootsの時代）八咫がまだ直毘だったころ、オーヴァンの左腕を解析している際に発見。フィールドでも似たような存在を確認し、「AIの異常暴走」による危険システムとしてAIDAと命名した。これに取り憑かれたPCは一概にシステム以上の能力を手にするが、コントロールも効かずプレイヤー自身も命の危機に瀕する事がある。「碑文はAIDAを呼び、AIDAは碑文を呼ぶ」というオーヴァンの言葉どおり、碑文使い達の周りに多く集まる。
元々は無害な存在であったが、突然変異として凶暴性を持つ「Triedge」が生まれてアイナを襲ったことを発端に危険な存在へと変質した。
Anna<アナ>
微生物のような姿をしている。AIDAの基礎的な姿であり、ハセヲが最初に出会うAIDAでもある。
Gatekeeper<ゲートキーパー>
<アナ>の強化型ともいえる存在。AIDAサーバーのオペレーションフォルダの守護者でもある。
Oswald<オズワルド>
クモのような姿をしている。ボルドーを媒体として具現化した。
Helen<ヘレン>
魚のような姿をしている。アトリの碑文を奪い、天狼を媒体として具現化した。
Glunwald<グルンワルド>
<オズワルド>と同じくクモの形をしているが、体色は赤い。ヘテロ3人衆を媒体として具現化した。
Victorian<ヴィクトーリアン>
カラスのような姿をしている。榊<Zenith>に取り付いていたAIDA。
Triedge<トライエッジ>
AIDAが危険な存在となった元凶。突然変異として生まれた凶悪な存在で、オーヴァンを襲って左腕に寄生し、アイナを未帰還者にした。

#### AIDAサーバー
「The World」のサーバーを模して、AIDAが作り上げた擬似サーバー。外部と内部の一切のアクセスは遮断され、ログアウトが出来なくなっている。また、プレイヤーが一時的に未帰還者のような状態となり、精神そのものがPCと一体化してしまう。コントローラーを介さずに自分の意思でPCの操作が可能だが、ロストと同時に未帰還者となる可能性が高い。
ハセヲや、その他大勢の一般プレイヤーがAIDAサーバー内で過ごした時間は、リアルにしてみれば僅か数分間の出来事だった。そのため、BBSではその事件自体がCC社のライバル企業が流したデマだとされており、専用スレを作って話し合おうとする被害者は運営を妨害する者として軽蔑されてしまう。ハセヲ達G.U.メンバーも体験したものの、一般プレイヤーにAIDAの存在を知られる訳には行かず、事件は完全に「無かったもの」とされてしまった。

### オペレーションフォルダ
「The World」のデータを管理する巨大フォルダ。オペレーションフォルダへは「サインハッキング」と呼ばれる特殊な方法を用いてアクセスするため、一般プレイヤーや、CC社の末端社員さえ入る事は不可能である。オペレーションフォルダへと続く通路はAIDA「Gatekeeper<ゲートキーパー>」が守護している。

### 職業（ジョブ）
斬刀士（ブレイド）
R:1の剣士（ブレイドユーザー）に相当するジョブ。武装は刀剣と軽鎧。
撃剣士（ブランディッシュ）
R:1の重剣士（ヘビーブレイド）に相当するジョブ。武装は大剣と重鎧。イベントでパーティに加わるアスタを除いて、ハセヲの仲間には存在しないジョブである。
魔導士（ウォーロック）
攻撃魔法に特化したジョブ。武装は魔典と呪衣。
呪癒士（ハーヴェスト）
回復・支援魔法に特化したジョブ。武装は呪杖と呪衣。
重槍士（パルチザン）
R:1の重槍使い（ロングアーム）に相当するジョブ。武装は重槍と重鎧。R:1では双剣士と同様に軽装のジョブであったが、R:2では撃剣士に近い重装のジョブへと仕様が変更されている。
双剣士（ツインソード）
R:1の双剣士（ツインユーザー）に相当するジョブ。武装は双剣と軽鎧。R:1では呪紋も得意としていたが、R:2では他の戦士系ジョブと大差はない。
拳闘士（グラップラー）
R:1後期（.hack//黄昏の腕輪伝説の頃）に追加された拳闘士（グラップラー）に相当するジョブ。武装は護拳と軽鎧。
鎌闘士（フリッカー）
R:2で新設されたジョブ。周囲の広範囲を攻撃出来る。武装は大鎌と重鎧。
妖扇士（ダンスマカブル）
R:1の双剣士に似た性質を持つジョブ。支援魔法を得意としており、低めだが攻撃魔法も使える。武装は妖扇と呪衣。
銃戦士（スチームガンナー）
R:2の世界観（蒸気が発達した世界）を意識して新設されたジョブ。武装は銃剣と軽鎧。
錬装士（マルチウェポン）
R:2で新設されたジョブ。複数の武装を入れ替えて戦うジョブで、キャラクターエディットにおいて武装を選択する。それぞれの武装には以下のポイントが与えられており、4ポイントで収まるよう武装を選択する。最大で三つ選べる。
- 1ポイント 双剣、大剣、刀剣
- 2ポイント 大鎌、拳術、重槍
- 3ポイント 銃剣、妖扇、魔典、呪杖

なお、1つ目に選んだ武装以外は「ジョブエクステンド」と呼ばれる特別なクエストをこなさないと装備することすら出来ない。防具は共通して重鎧を装備できる。また、エクステンドに応じてPCのグラフィックも書き換えられ、エクステンドの回数に応じて「2ndフォーム」「3rdフォーム」と呼称される。

### ロストウェポン
ロストグラウンド「Θ 隠されし 禁断の 秘蹟」ギャリオンメイズ大神殿に封印されている八つの強力な武器。解放には「アドラの鍵」と呼ばれるアイテムが必要で、必要個数を捧げる事により封印が解放され、封印獣を倒すとロストウェポンが手に入る。その際、パーティーには対応する碑文使いを入れておく必要がある。各ロストウェポンは、憑神の一部が反映されたフォルムになっている。

### ロストグラウンド
「fragment（フラグメント）」の頃から存在し続けており、システム管理者さえもが手を出す事の出来ない仕様外のエリアの総称。エリアワードは、戴冠式専用エリア「イ・ブラセル」と、「コシュタ・バウア」を経由以外に手段のない「マグニ・フィ」以外は全て「隠されし 禁断の」から始まる。以下は作中に登場するロストグラウンドのリスト。
- グリーマ・レーヴ大聖堂 天隠すもの 「Δ隠されし 禁断の 聖域」
- アルケ・ケルン大瀑布 始原の地 「Δ隠されし 禁断の 飛瀑」
- 死世所 エルディ・ルー 輝ける森 「Δ隠されし 禁断の 冥界樹」
- モーリー・バロウ城砦 最果ての門 「Δ隠されし 禁断の 絶対城壁」
- 王者の島 イ・ブラセル 永久楽土
- 嘆きの都 エルド・スレイカ たまゆらの炎 「θ隠されし 禁断の 黄泉国」
- コシュタ・バウア戦場跡 驕れるあぎと 「θ隠されし 禁断の 古戦場」
- 糖蜜の館 シフ・ベルグ 黄金の乙女たち 「θ隠されし 禁断の 意馬心猿」
- 竜骨山脈 ブリューナ・ギデオン 死せる太陽 「θ隠されし 禁断の 竜骨山脈」
- ギャリオン・メイズ大神殿 この世の果て 「θ隠されし 禁断の 秘蹟」
- 背面都市 マグニ・フィ（石化した闘竜マグメルド）
- 罪界 ラーン・バティ（痛みの森） 「Σ隠されし 禁断の 罪界」（小説では「隠されし 禁断の 月蝕」）
- クア・ホルム大空洞「Δ隠されし 禁断の 無明窟」（Vol.4で追加）

これらの他に「裏モーリー・バロウ城砦」と呼ばれる場所も存在するが、これは「モーリー・バロウ城砦」を模してCC社が作ったイベント専用エリアである。
上記の他に設定のみでゲームには登場しない以下の3つが存在する。
- 六鳴山 アル・ファデル 真理の高み 「θ隠されし 禁断の 未踏峰」
- バル・ボル美術館 「θ隠されし 禁断の 展覧会」
- 曙光の都アーセル・レイ

## スタッフ
- パッケージ、デザイン監修 - 貞本義行
- キャラクターデザイン - 細川誠一郎 （サイバーコネクトツー）
- 脚本 - 浜崎達也
- 脚本監修 - 伊藤和典、川崎美羽
- ディレクター - 松山洋（サイバーコネクトツー）
- プロデューサー - 原田真史（バンダイナムコゲームス）
- 開発 - サイバーコネクトツー
- 製作 - バンダイナムコゲームス

## サウンドトラック

### .hack//G.U. GAME MUSIC O.S.T.
『.hack//G.U. GAME MUSIC O.S.T. 』(ドットハックジーユーゲームミュージックオリジナルサウンドトラック)は、2006年9月6日にリリースされたテレビゲーム『.hack//G.U.』のサウンドトラックである。ゲーム編とドラマ編の二枚組で初回限定特典でALTIMIT MINE OS+ [NewSE+VoiceSE] CD-ROMがついている。
| #   | タイトル                          | 作詞 | 作曲・編曲 |
| --- | --------------------------------- | ---- | ---------- |
| 1.  | 「タイトル」                      |      |            |
| 2.  | 「デスクトップ」                  |      |            |
| 3.  | 「トップページ」                  |      |            |
| 4.  | 「悠久の古都 マク・アヌ」         |      |            |
| 5.  | 「王者の島 イ・ブラセル」         |      |            |
| 6.  | 「闘争都市 ルミナ・クロス」       |      |            |
| 7.  | 「タウンショップ」                |      |            |
| 8.  | 「草原 晴れ」                     |      |            |
| 9.  | 「草原 くもり」                   |      |            |
| 10. | 「草原 夕方」                     |      |            |
| 11. | 「神社」                          |      |            |
| 12. | 「洞窟」                          |      |            |
| 13. | 「バトル」                        |      |            |
| 14. | 「戦闘勝利」                      |      |            |
| 15. | 「獣神像」                        |      |            |
| 16. | 「ドッペルゲンガー」              |      |            |
| 17. | 「VSボスバトル」                  |      |            |
| 18. | 「アリーナ控え室」                |      |            |
| 19. | 「アリーナ入場曲」                |      |            |
| 20. | 「アリーナ 紅魔宮」               |      |            |
| 21. | 「アリーナバトル勝利」            |      |            |
| 22. | 「カナード」                      |      |            |
| 23. | 「レイヴン」                      |      |            |
| 24. | 「ケストレル」                    |      |            |
| 25. | 「月の樹」                        |      |            |
| 26. | 「イコロ」                        |      |            |
| 27. | 「OnLineJack1」                   |      |            |
| 28. | 「OnLineJack2」                   |      |            |
| 29. | 「OnLineJack3」                   |      |            |
| 30. | 「飛べ!メカグランティー!」        |      |            |
| 31. | 「ケルヌンノス登場」              |      |            |
| 32. | 「アビスクエストバトル」          |      |            |
| 33. | 「YASASHII RYOUTE[English Ver.]」 |      |            |

| #   | タイトル                                        | 作詞 | 作曲・編曲 |
| --- | ----------------------------------------------- | ---- | ---------- |
| 1.  | 「夜明けの飛翔 ～Opening Loop Demo～」          |      |            |
| 2.  | 「Welcome to The World.」                       |      |            |
| 3.  | 「キミ初心者?」                                 |      |            |
| 4.  | 「死の恐怖」                                    |      |            |
| 5.  | 「アルケ・ケルン大瀑布」                        |      |            |
| 6.  | 「嗤う牙」                                      |      |            |
| 7.  | 「死世所 エルディ・ルー」                       |      |            |
| 8.  | 「知識の蛇 ～八咫のテーマ～」                   |      |            |
| 9.  | 「May I help you?」                             |      |            |
| 10. | 「おねえちゃんとぼく ～朔望のテーマ～」         |      |            |
| 11. | 「碑文は語る ～オーヴァンのテーマ～」           |      |            |
| 12. | 「最善の愛 ～エンデュランスのテーマ～」         |      |            |
| 13. | 「七枝会の榊 ～榊のテーマ～」                   |      |            |
| 14. | 「グリーマ・レーヴ大聖堂」                      |      |            |
| 15. | 「鈍き俊足のドーベルマン ～ぴろし３のテーマ～」 |      |            |
| 16. | 「掴むべき勝利」                                |      |            |
| 17. | 「俺はここにいる」                              |      |            |
| 18. | 「AIDA」                                        |      |            |
| 19. | 「『力』の行方」                                |      |            |
| 20. | 「困ったちゃん」                                |      |            |
| 21. | 「モーリー・バロウ城砦」                        |      |            |
| 22. | 「二人の差」                                    |      |            |
| 23. | 「失う覚悟」                                    |      |            |
| 24. | 「『彼女』」                                    |      |            |
| 25. | 「勝利の宴」                                    |      |            |
| 26. | 「忍冬 ～志乃のテーマ～」                       |      |            |
| 27. | 「すべてをこの手に」                            |      |            |
| 28. | 「やさしい両手[Japanese Ver.]」                 |      |            |
| 29. | 「たゆたう想い」                                |      |            |

### .hack//G.U. GAME MUSIC O.S.T. 2
『.hack//G.U. GAME MUSIC O.S.T. 2 』(ドットハックジーユーゲームミュージックオリジナルサウンドトラックツー)は2007年1月24日にリリースされたテレビゲーム『.hack//G.U. Vol.2 君想フ声』と『.hack//G.U. Vol.3 歩くような速さで』のサウンドトラックである。『君想フ声』と『歩くような速さで』がそれぞれメインの二枚組で初回限定特典には、オリジナル壁紙集、New VoiceSEのCD-ROMがついている。
2つのディスクで57曲収録されているとカバーには書かれているが、ディスク2には「光る正義は曇らない」のアナザーバージョンが隠しトラックとして収録されており、合計で58曲が収録されている。
| #   | タイトル                                              | 作詞 | 作曲・編曲 |
| --- | ----------------------------------------------------- | ---- | ---------- |
| 1.  | 「峻嶺の彼方 ～Opening Loop Demo2～」                 |      |            |
| 2.  | 「荒野 晴れ」                                         |      |            |
| 3.  | 「荒野くもり」                                        |      |            |
| 4.  | 「荒野 夕方」                                         |      |            |
| 5.  | 「蒼穹都市 ドル・ドナ」                               |      |            |
| 6.  | 「DOUBLE PRAYER ～VSゴレ～」                          |      |            |
| 7.  | 「月壊-Eclipse-」                                     |      |            |
| 8.  | 「碧き誓い ～アリーナ 碧聖宮～」                      |      |            |
| 9.  | 「嘆きの都 エルド・スレイカ」                         |      |            |
| 10. | 「コシュタ・バウア戦場跡」                            |      |            |
| 11. | 「イトシイキミヘ」                                    |      |            |
| 12. | 「糖蜜の館 ジフ・ベルグ」                             |      |            |
| 13. | 「僕らのヒーロー! ぴろし3! ～ぴろし3のテーマその2～」 |      |            |
| 14. | 「回廊」                                              |      |            |
| 15. | 「理想の抜け殻」                                      |      |            |
| 16. | 「『私』はここにいる」                                |      |            |
| 17. | 「HERE I COME ～VSイニス～」                          |      |            |
| 18. | 「竜骨山脈 ブリューナ・ギデオン」                     |      |            |
| 19. | 「背面都市 マグニ・フィ」                             |      |            |
| 20. | 「DARK INFECTION ～VSコルベニク～」                   |      |            |
| 21. | 「真実の行方」                                        |      |            |
| 22. | 「SPEED-BOY」                                         |      |            |
| 23. | 「Puchi Running」                                     |      |            |
| 24. | 「Winning Cheer」                                     |      |            |
| 25. | 「俺たち!グランティ!!」                               |      |            |
| 26. | 「ギャリオン・メイズ大神殿」                          |      |            |
| 27. | 「ゴブゴブゴブ! ～金のゴブリンのテーマ～」            |      |            |
| 28. | 「オレサマの話を聞け! ～ネギ丸のテーマ～」            |      |            |
| 29. | 「Tactics Time」                                      |      |            |
| 30. | 「Heart of Crimson」                                  |      |            |

| #   | タイトル                                                | 作詞 | 作曲・編曲 |
| --- | ------------------------------------------------------- | ---- | ---------- |
| 1.  | 「八相幻想 ～Opening Loop Demo3～」                     |      |            |
| 2.  | 「あさきゆめみし ～アイナのテーマ～」                   |      |            |
| 3.  | 「認知外空間」                                          |      |            |
| 4.  | 「あの宙を目指して ～アリーナ 竜賢宮～」                |      |            |
| 5.  | 「双天都市 ブレグ・エポナ」                             |      |            |
| 6.  | 「樹海」                                                |      |            |
| 7.  | 「Nobody Knows ～欅のテーマ～」                         |      |            |
| 8.  | 「CHAIN OF FATE ～VSフィドヘル～」                      |      |            |
| 9.  | 「光る正義は曇らない ～ぴろし3のテーマその3～」         |      |            |
| 10. | 「ネットスラム タルタルガ」                             |      |            |
| 11. | 「変わりえぬ故郷」                                      |      |            |
| 12. | 「暁の希望」                                            |      |            |
| 13. | 「八本の鍵」                                            |      |            |
| 14. | 「Final Overture」                                      |      |            |
| 15. | 「THE THIRD CRISIS ～VSクビア～」                       |      |            |
| 16. | 「FULL FORCE ～VSクビアコア～」                         |      |            |
| 17. | 「FINAL BOUT ～VS狂乱のクビアコア～」                   |      |            |
| 18. | 「優しくキミは微笑んでいた」                            |      |            |
| 19. | 「微かなる曙光」                                        |      |            |
| 20. | 「祝福の鐘は高らかに」                                  |      |            |
| 21. | 「キミとボクの進む道」                                  |      |            |
| 22. | 「愛ゆえに!?」                                          |      |            |
| 23. | 「罪界 ラーン・バティ」                                 |      |            |
| 24. | 「痛みの森」                                            |      |            |
| 25. | 「創造主の問い」                                        |      |            |
| 26. | 「プロト・グラー登場」                                  |      |            |
| 27. | 「悪しき機械」                                          |      |            |
| 28. | 「光る正義は曇らない ~Another Ver.~」(ボーナストラック) |      |            |